# Čínská zahrada

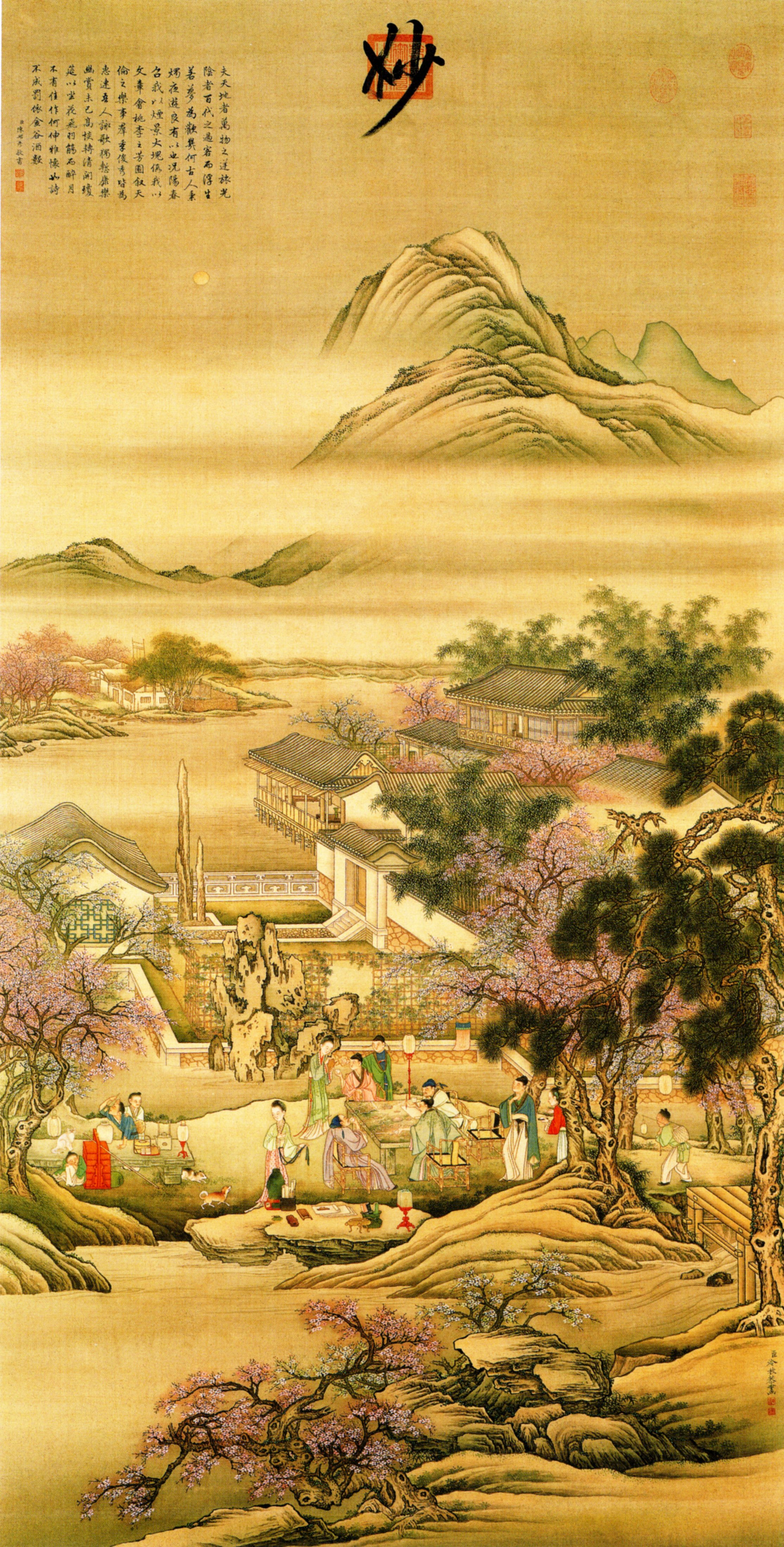
Banket v broskvové a švestkové zahradě.

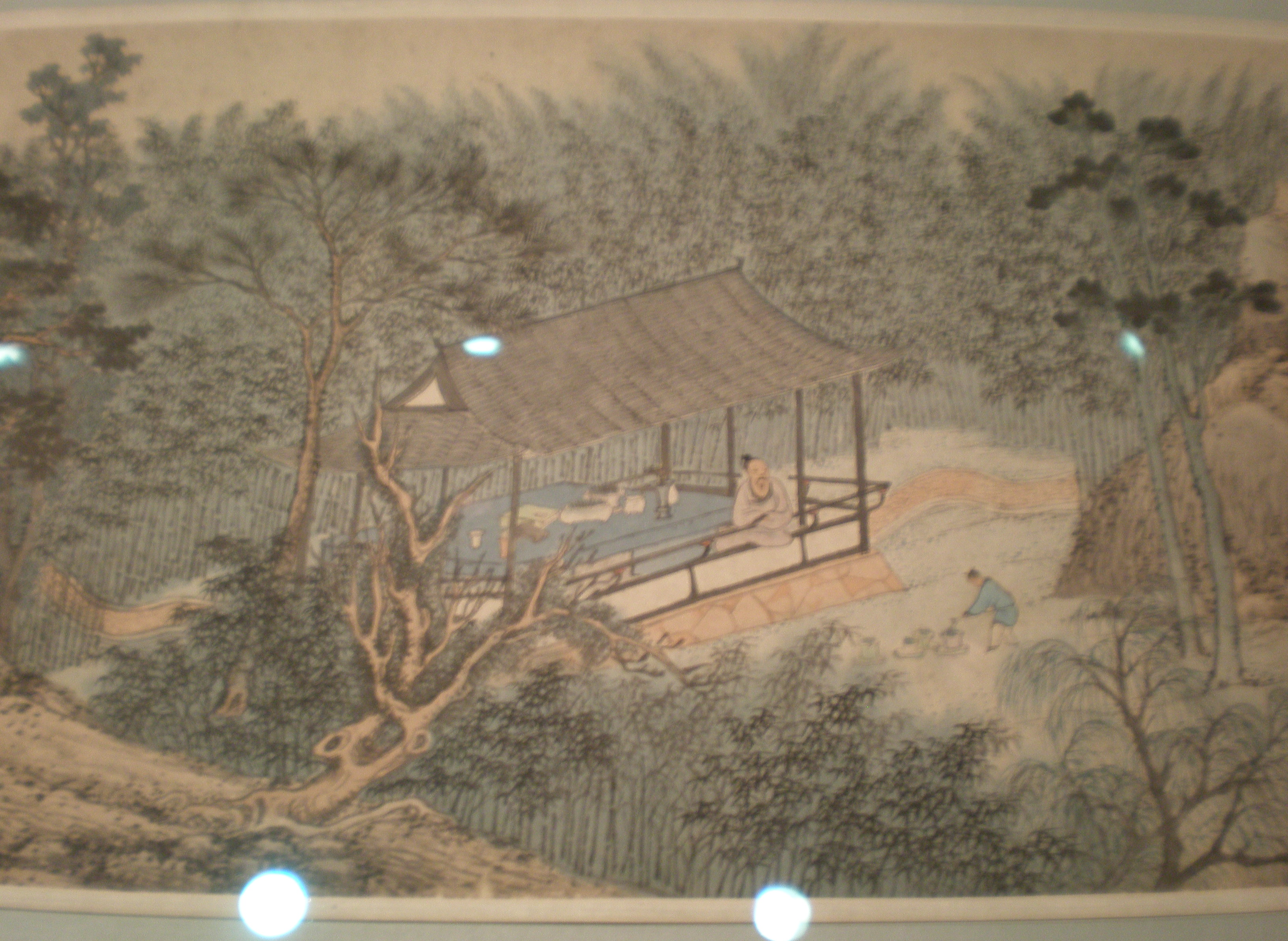
Fragment Sun Kche-chungova (1532–1610) obrazu Zahrada kamenných desek, Asian Art Museum, San Francisco

Čínská zahrada je typ zahrady typický pro čínský region. V čínské zahradě jsou určujícími prvky modelace terénu, dekorativní stavební doplňky, použité substráty, kameny a rostliny. Rostliny zde však nejsou tak zásadním prvkem jako u jiných druhů zahrad. Čínské zahrady jsou zhotovovány jako myšlené zobrazení vesmíru.
Velice často jsou jednotlivé prvky zahrady, jejich vzájemné postavení, celek a části zahrady interpretovány jako symboly. Čínské zahrady mají úzkou spojitost s náboženstvím a mytologií, ale i sociálním postavením majitele. V době svého rozmachu, stejně jako dnes, byly způsobem jak rafinovaně dát najevo inteligenci, organizační schopnosti, vytříbenost vkusu, zámožnost a postavení. Většina čínských zahrad byly luxusním zbožím, které prokázaly a posílily postavení jejich majitelů.

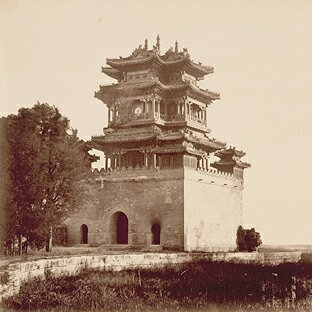
Pavilon Wen-čchang ti-ťün-ke (nyní známý jako Wen-čchang-ke neboli Pavilon literární hojnosti), v Letním paláci v Pekingu, roku 1860

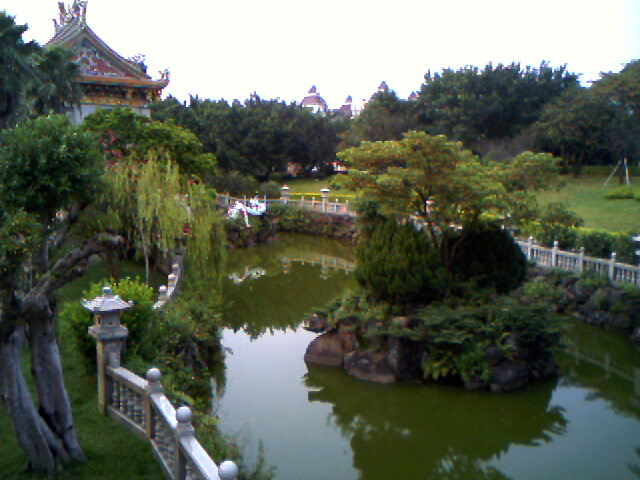
Tradiční čínská zahrada v Lin-kchou, Tchaj-wan.

Typické úpravy zahradní architektury v čínské zahradě, jsou prováděny podle zásad sadovnické tvorby. Zahradní a parkové úpravy, které nazýváme čínské zahrady se liší od zahrad v dřívější i dnešní době budovaných v západní Evropě nebo ve Spojených státech. Není to zeleň v okolí budov, ale oblast, ve které jsou logicky uspořádány a opticky provázány kameny, rostliny, stavby a vodní plochy, bez těchto prvků není čínská zahrada autentická.

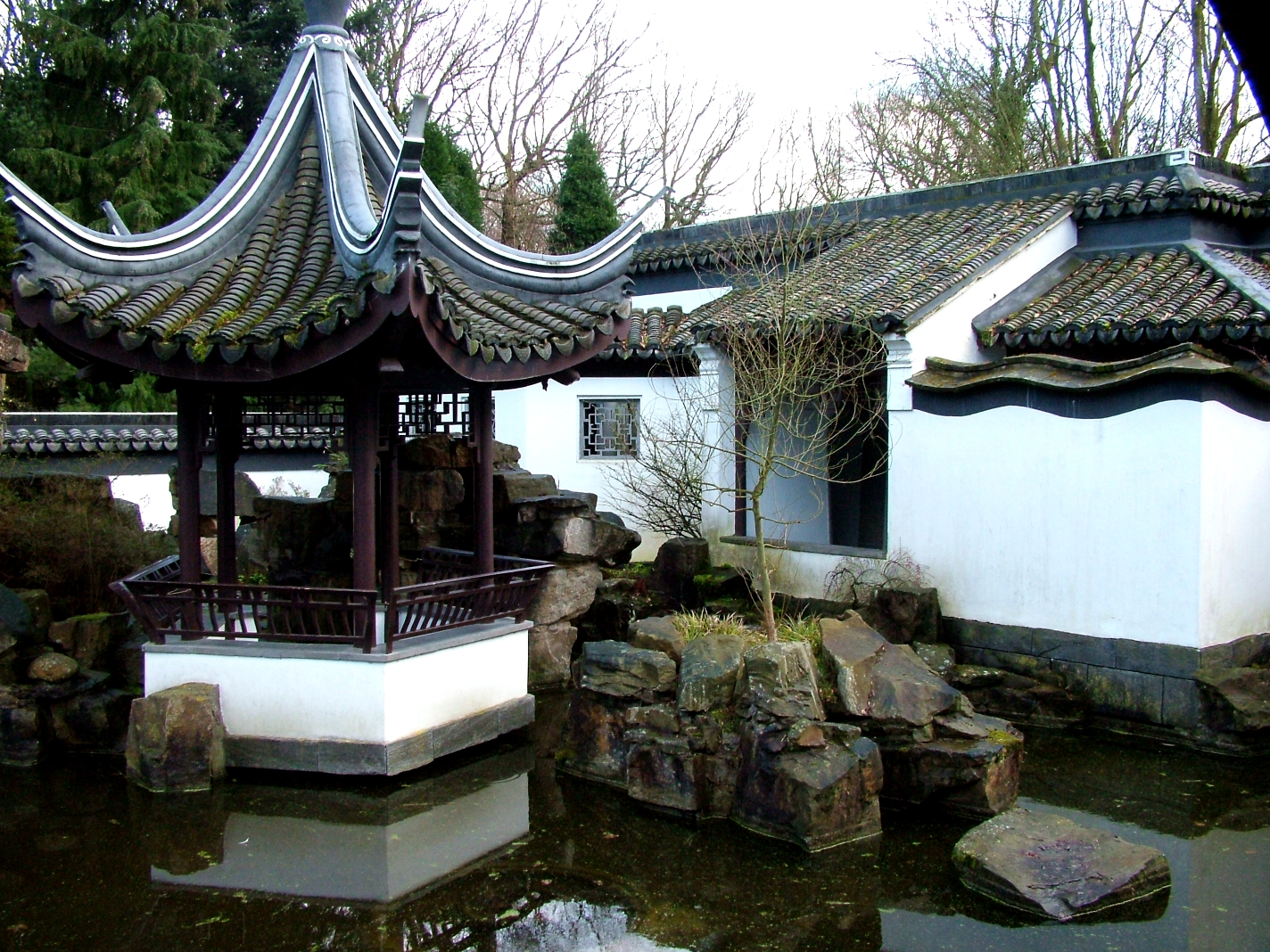
Čínská zahrada v Ruhr-Universität Bochum

## Náboženský význam

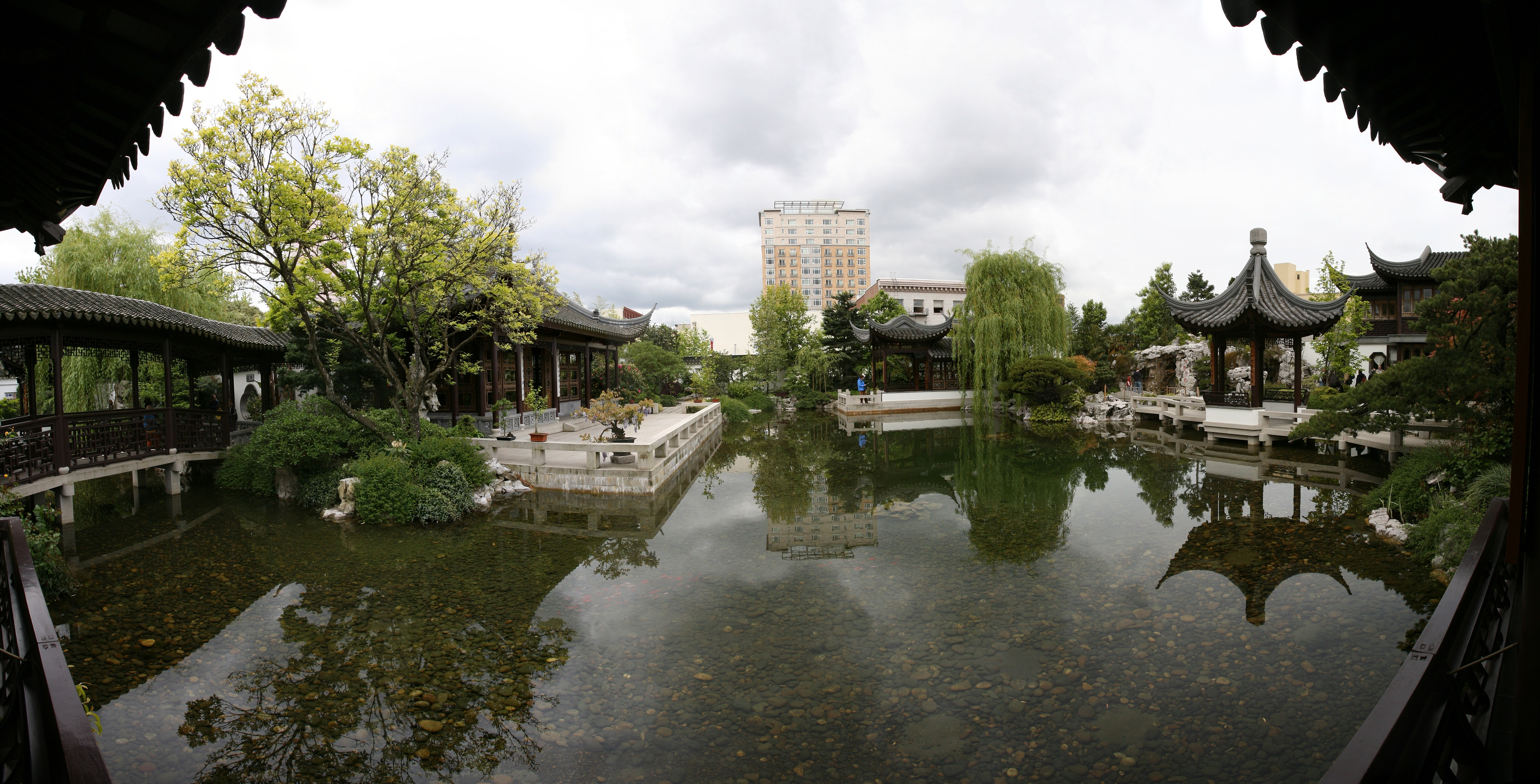
Klasická čínská zahrada v Portlandu, panorama

Na formování čínské zahrady měly vliv především konfuciánství a taoismus a později i buddhismus. Konfuciánství, jež sleduje praktičnost a věcnost, má vysokou sociální zodpovědnost, zdůrazňuje morální a etickou hodnotu a ideu politického významu, stálo už při zrodu čínských zahrad. Taoismus, který prosazuje návrat k přírodě, pomíjivost slávy a zisku, kultivaci těla a duše člověka, formoval jejich rozvoj a harmonii, kterou se autoří pokoušejí zachytit ve svých zahradách, miniaturních odrazech veškerého bytí. Do každé čínské zahrady dávají samozřejmě autoři část své originality, svoji obrazotvorností, oduševnělostí a teprve jejich výběrem náboženských a mystických symbolů je nakonec vytvořena další kvalita díla, kterou je jedinečnost. Autoři do zahrady komponují i historické prvky a někdy i artefakty ke kterým mají osobní nebo mystický vztah. Tím je celková emocionální hodnota zahrady velmi navýšena. Když v přibližně v roce 60 n. l. zasáhl Čínu buddhismus, měl výrazný vliv na myšlení lidí té doby, stejně jako na formování stylu zahrad. Buddhismus zde dosáhl svého vrcholu mezi 5. až 7. stoletím n. l., kdy se rozšířil i do blízkého Japonska. Později se však Číňané navrátili k původním náboženstvím (konfucianismus a taoismus), takže pokračovalo formování zahrad pomocí vlivu jin a jang a souladu.

### Taoistický vliv v čínské zahradě
K vytvoření čínské zahrady je třeba pochopit taoistickou filosofii. Výraz taoistické filosofie přírody a její vztah k umění, jako je poezie a kaligrafie, je duchem čínských zahrad. Tao (doslova cesta) se pokládá spíše za probíhající proces než za pravidla, které by bylo možné prostě následovat a naplnit. Tato filozofie zdůrazňuje jednotu s vesmírem, jehož prvky se skládají ze stejného materiálu, čchi (životní energie). Tao je součtem všech věcí minulosti, přítomnosti a budoucnosti.
Obrovské kameny, používané v zahradách, jsou projevem mystické prapůvodní neustále působící a všeobjímající síly taa a zastupují tak průběh času a naši budoucnost.
Čínské zahrady mají velmi hluboké filozofické kořeny. Přírodní prvky jsou pečlivě vybrány pro svůj historický význam; literární, nebo symbolické obrazy krajiny a zahrad byly vytvořeny, aby působily v dokonalé harmonii. Tento historický fenomén vedl k rozvoji velmi častého provázání dvou uměleckých forem – kresby a zahrady. Malebnost některých čínských zahrad není absolutně žádnou náhodou, ale je výsledkem kombinace tvorby malíře a zahradního architekta. Dalo by se dokonce vypozorovat podobné uspořádání mezi zahradou a svitkovými krajinomalbami čínských malířů (počínajících od Wang Weje v 8. století), pro které je charakteristické postupné odhalování díla při rozvinování svitku před očima diváka podobně jako je tomu u čínských zahrad. Čínská zahrada není nikdy viditelná v celém svém rozsahu. Průhledy ve zdech, které postupně ukazují zahradu, mohou snadno svědčit jako důkaz pravdivosti tohoto tvrzení.
Zahrada by měla odrážet dvě důležité prvky, dvě sféry života. Jednak přírodu, která je zobrazena jako stromy, skály nebo vodní útvary, ale také zahradníka, tvůrčího ducha, který je obrazem stvoření, který se pokouší vytvořit soulad, svět jak dokonalou a přirozenou rovnováhu přírodních sil a vyváženost jejich působení.

## Návštěvník v čínské zahradě

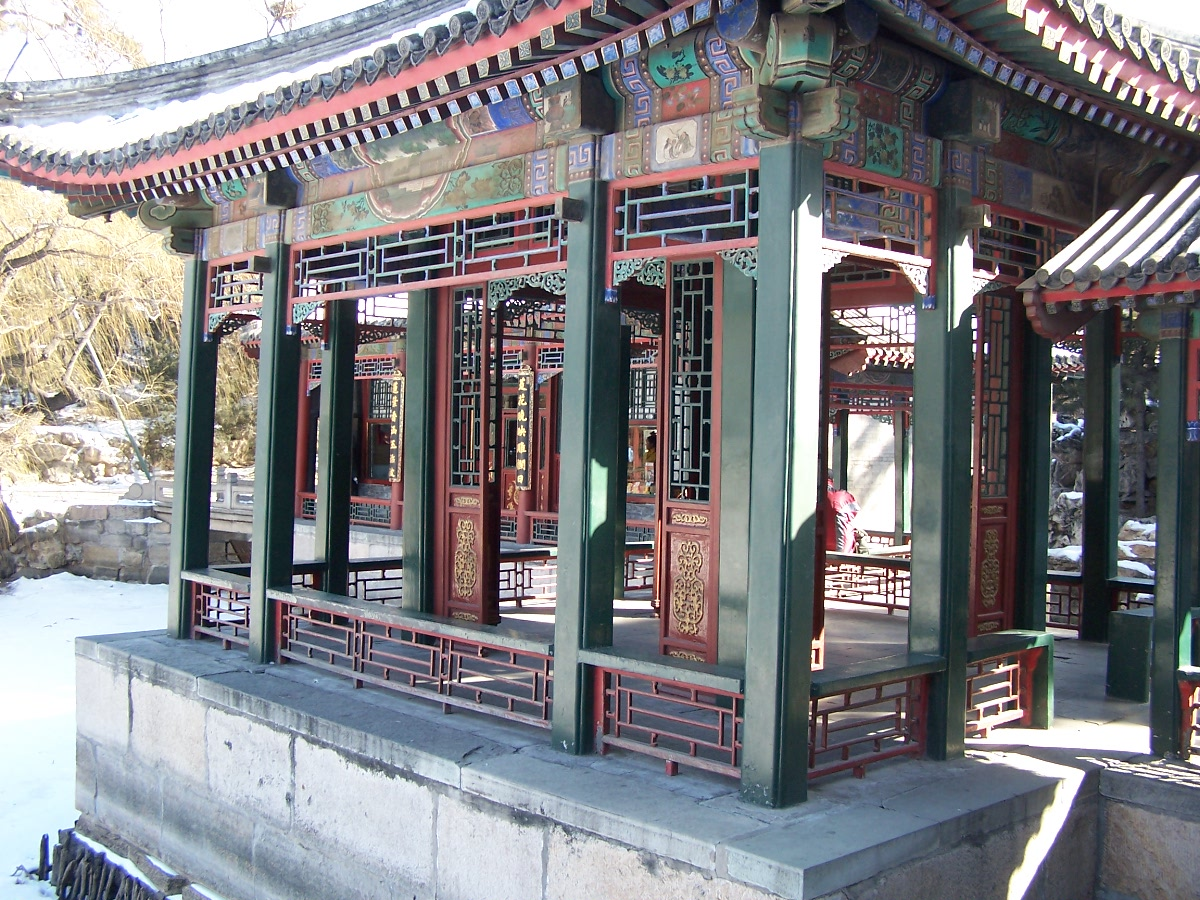
Letní palác v Pekingu, Čína

Zahrada je dílo, které nabízí návštěvníkovi živé obrazy a podobenství. Nikdy je nelze pochopit v plném rozsahu, najednou a vidět současně. Všechny jsou rozděleny do průhledů otvory ve zdech, průhledy dveřmi, okny, přes mřížování. Celá zahrada je přeměněna zahradu [? upravte] na nekonečný počet záhybů zdí a úkrytů. Tyto struktury a otvory v nich jsou připravovány, aby působily jako série úžasných vizuálních vjemů.
Všechny součásti zahrady jsou v harmonii, ale některé mohou být zvýrazněné, nebo mohou být určité prvky skryty. Složité kompozice berou v úvahu pohyb návštěvníků v zahradě.
Zahradník to může vzít v úvahu a střídá a dolaďuje scény v přesně daném pořadí. Právě díky uvedeným průhledům je možné vytvořit skutečnou cestu, která, přestože ji tvoří více scén, zachovává jednotu celku. V Wang-š’ jüan v Su-čou lze zpozorovat pozoruhodné sledy pohledů, kontrasty očividně vytvořené umělcem. Jednou z nejúžasnějších scén je bezpochyby umělé horstvo (jang) postavené přes rybník (jin). Zahrada není, jak je zde ukázáno, estetický doplněk k domu, ale místo k životu. Umožňuje lidem vstupovat a pohybovat se v ní.

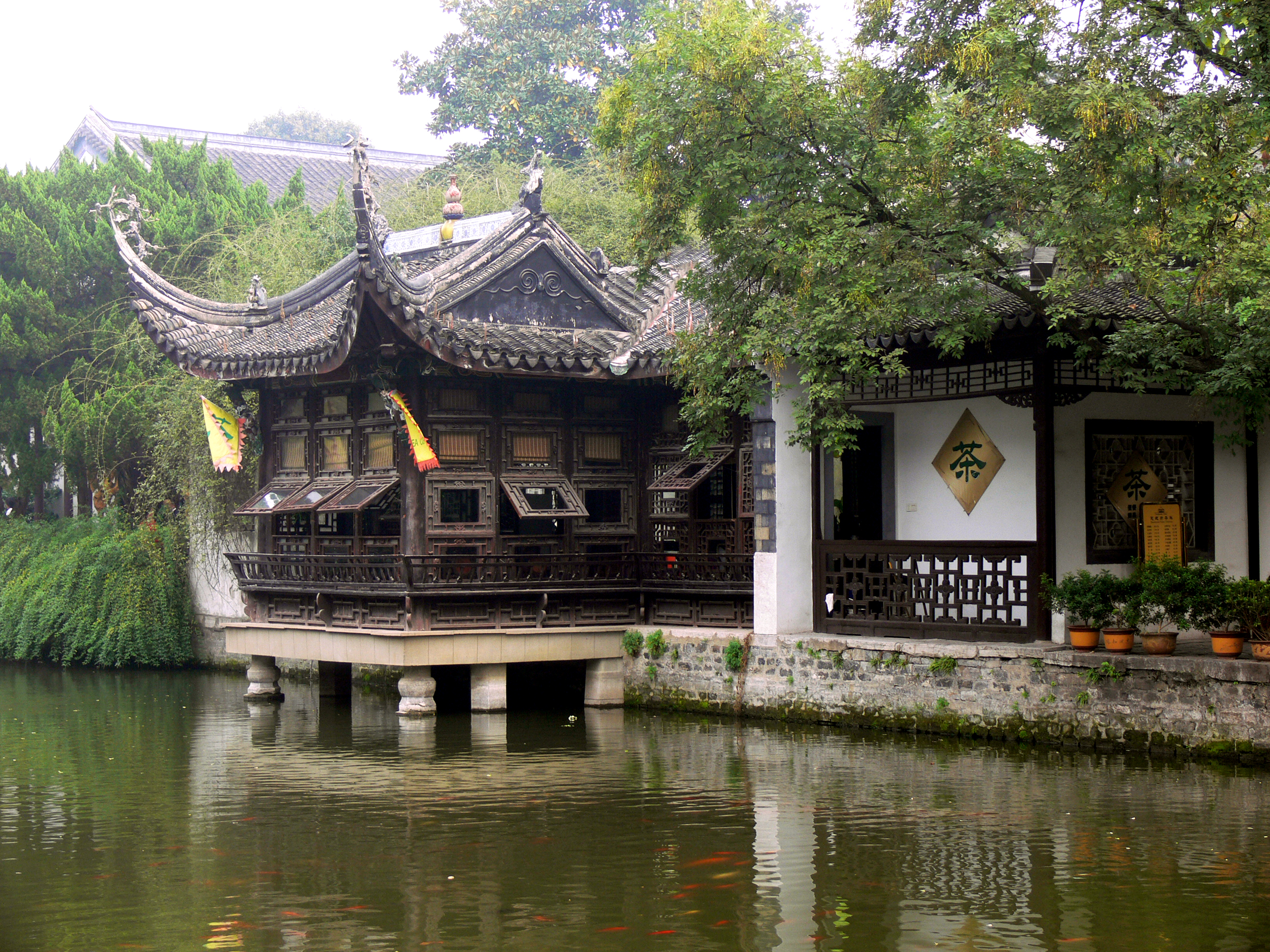
Vodní pavilonek (Čajový pavilon) v Nankingu, Prezidentský palác

## Terminologie
Čínské termíny vztahující se k zahradě podle Sugimura Yuzo's Chugoku no niwa jsou následující:
- Ťüan - ovocný sad
- Pchu - zeleninová zahrada
- Chua-ťüan - označení pro béžné květinové zahrady
- Jou - ohrada, ohrazená plocha, v které je pěstována drůbež nebo jiné zvířata
- Ťüan - (s jinou výslovností) během vlády dynastie Chan označení pro plochy pro potěšení šlechty
- Ťin ťüan - zakázané zahrady, označení pro císařské zahrady.

## Čínské zahrady – srovnání s jinými styly, vliv

### Srovnání některých stylů a čínské zahrady
Rozdíl mezi čínskými a západními zahradami spočívá především ve faktickém chápání principu krásna. Západní zahrady se řídí geometrickými a matematickými zásadami a jejich těžištěm je architektura. Čínské zahrady považují přírodu a krásný duševní pocit návštěvníka zahrady za hlavní a třebaže i zde je hlavní těžiště v architektuře stavem a modelaci terénu, ve větší míře zdůrazňují jednotu přírody a člověka.
Čínská zahrada byla podle některých zdrojů vzorem pro anglický přírodně krajinářský park. Stejně jako u podobně nepravidelného anglického přírodně krajinářského parku jsou čínské zahrady kultivovaným napodobením přírody, avšak podstatně více stylizovaným. Je zde více kladen důraz na intimitu prostoru, propracovanost stavebních prvků a mystiku, náboženství, na rozdíl od romantické až něžné, nebo kýčovité pohádkovosti rozlehlých evropských anglických přírodně krajinářských parků. Podobně hravé prvky se zde ovšem také vyskytují. Neodmyslitelným doplňkem jsou kameny, obelisky, balvany, které zde hrají roli dekorativních předmětů. V evropských zahradách tuto roli hrají kamenné sochy. Zatímco evropské parky pracují s rozsáhlými plochami a s perspektivou, čínská zahrada je spíše plná tichých ukrytých zákoutí a měnících se průhledů z cesty.

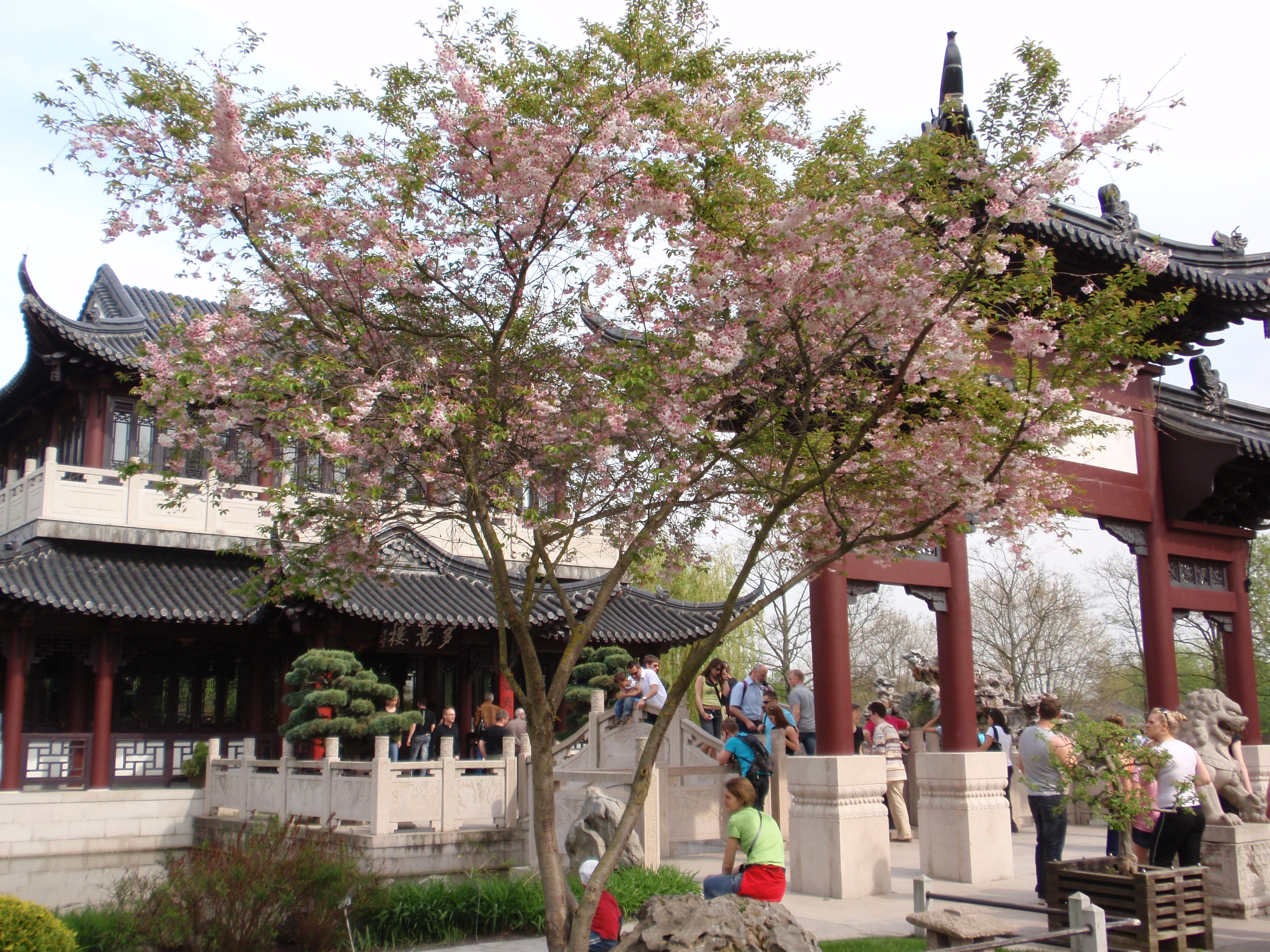
Čínská zahrada, čajový pavilon Tuo-ťing-jüan („Zahrada mnoha pohledů“) v Luisenpark, v Mannheimu (Německo)

Oproti dnes realizovaným zahradním úpravám je čínská zahrada více malebná a klade důraz na různorodý terén a terénní nerovnosti. Zatímco v evropských zahradách jsou plochy pokryty rozsáhlými trávníky, čínská zahrada je pokrytá skalními útvary a pahorky. Vodní část evropských zahrad vytváří fontány a vodopády, nádrže. Zatímco v čínských zahradách najdeme spíše potoky, jezírka a stékající vodu. Podobně i květiny v evropských francouzských zahradách vytváří pravidelné vzory, ale podobně jako v čínské zahradě zde najdeme i cizokrajné květiny v nádobách.
Stromy a keře v evropských zahradách, s výjimkou anglického přírodně krajinářského parku, bývají v alejích, živých plotech, nebo pravidelném sponu. V čínské zahradě najdeme stromy a keře v izolovaných skupinkách, zapojených porostech a roztroušených přírodních formách. Cesty v čínských zahradách jsou nerovné, klikaté a často i hliněné, zatímco evropské zahrady a parky mají cesty rovné, přímé, málokdy zaoblené, stejně jako uspořádání evropských zahrad je až na výjimku, kterou je anglický park, pravidelné a geometrické. Klasická čínská zahrada je naopak nepravidelná.

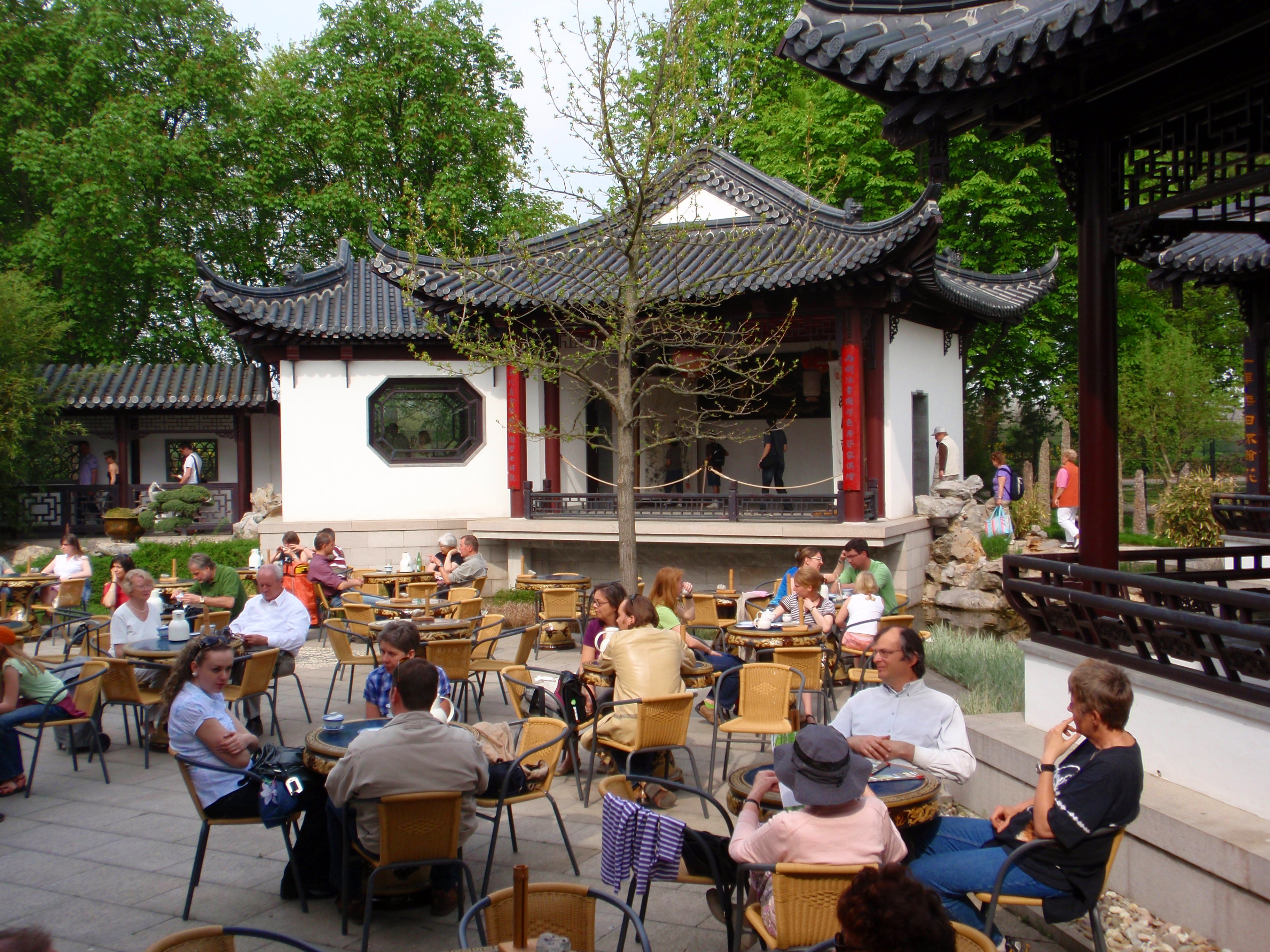
Čínská zahrada v Luisenpark, Mannheim (Německo)

Pokud tedy nejsou jen prostým „zazeleněním“ prostoru „něčím zeleným“ jsou dnešní evropské a pacificko-atlantické zahradní úpravy zcela odlišné od koncepce čínských zahrad a znamenají opět spíše příklon ke geometrii. S využitím velké míry technických a dekoračních prvků, pokud možno opticky výrazných prvků. Podobně jako symetrické, více či méně přísně tvarované, francouzské zahrady mají také zahrady vytvořené současnými architekty mnohdy pouze prvoplánově ohromit a oslnit, což je téměř protipól čínských zahrad.

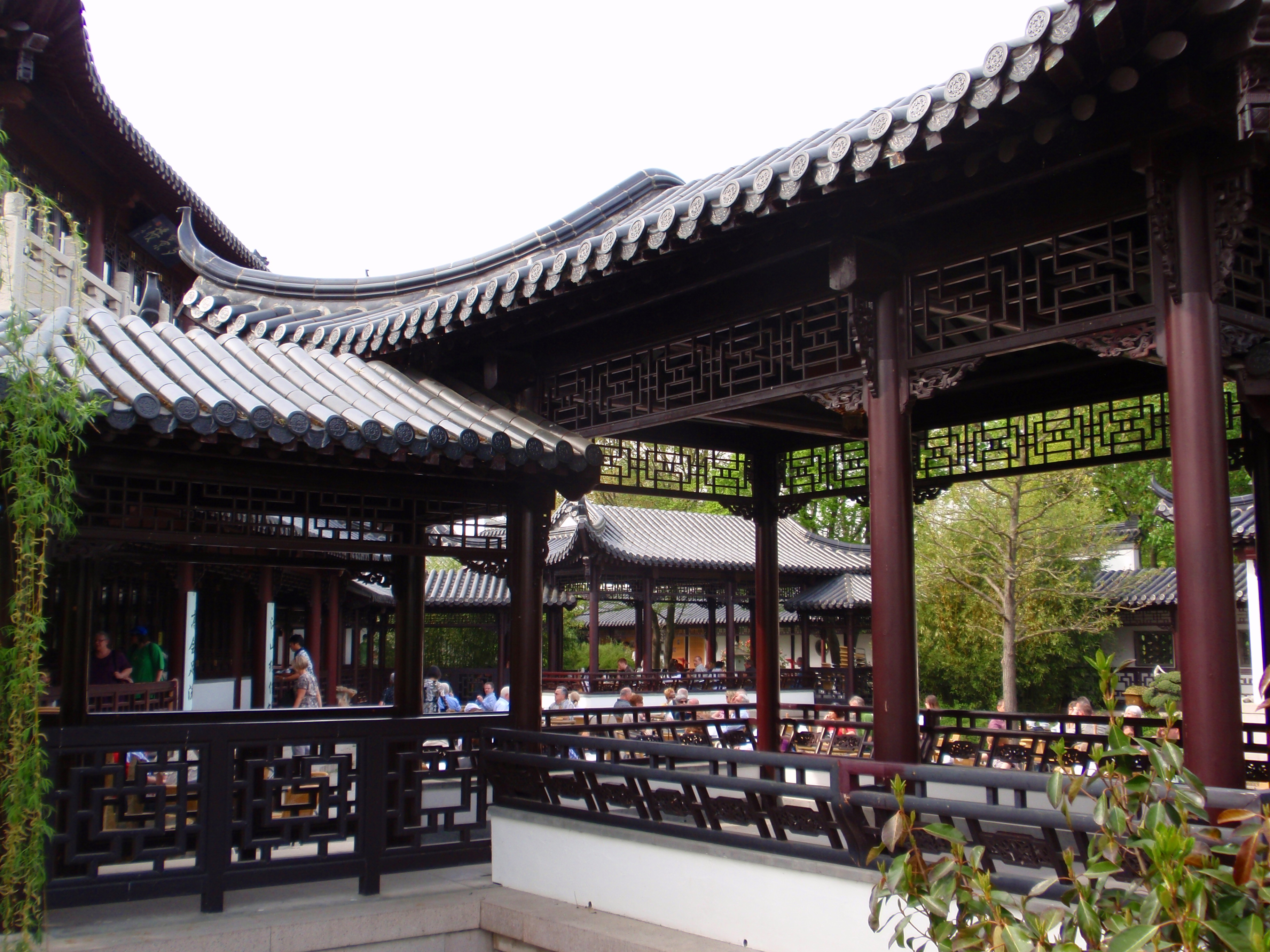
Čínská zahrada v Luisenpark, Mannheim (Německo)

Tyto odlišnosti lze snadno vysvětlit účelovostí, společenským posláním zahrady a především technickými potřebami a estetickým vnímáním lidské společnosti. Jistou podobnost dnešních zahrad a čínské zahrady lze někdy poznat u obytných zahrad, které jsou však levnými příbuznými čínské zahrady. Často jsou však jen ukázkou jak lze v okolí krabicovitého funkcionalistického obydlí vytvořit chaotickou zahradní úpravu i bez znalosti vlastností použitých rostlin.
Rozdíly mezi styly však nelze hodnotit výhradně negativy, nebo pozitivy. Přestože se mohou zdát například mnohé parkové úpravy a veřejná zeleň v ČR v 21. století oproti čínské zahradě jako ukázka průměrnosti, ba standardizace, ztráty představivosti, primitivnosti a základní neznalosti dendrologie i dnes lze najít elegantní, překvapivé, ale praktické zahradní úpravy.
Novější kopie čínské zahrady jsou raritou, atrakcí pro návštěvníky parků a arboret a oblíbenou součástí některých. Například v kanadském Montrealu je postavena část nazvaná Dream Lake Garden inspirovaná soukromými zahradami z dynastie Ming (1368-1644).

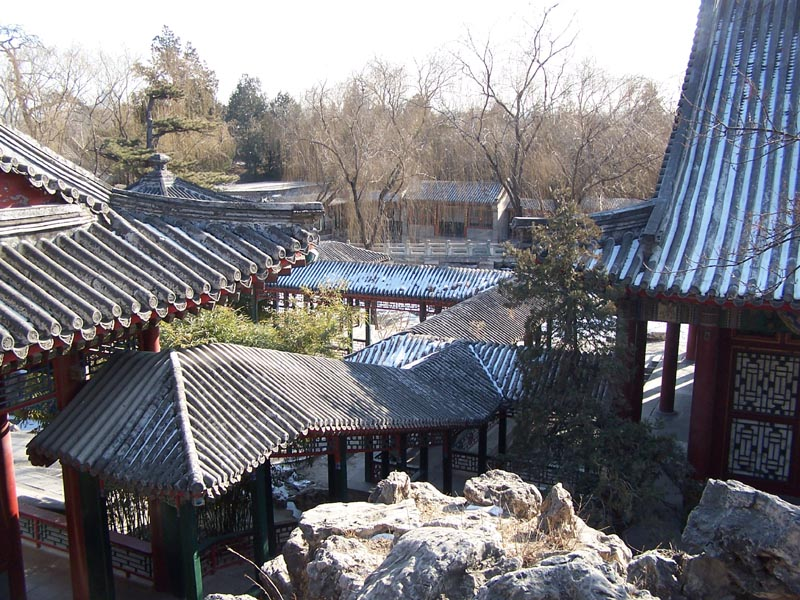
Letní palác v Pekingu,průchody mezi budovami

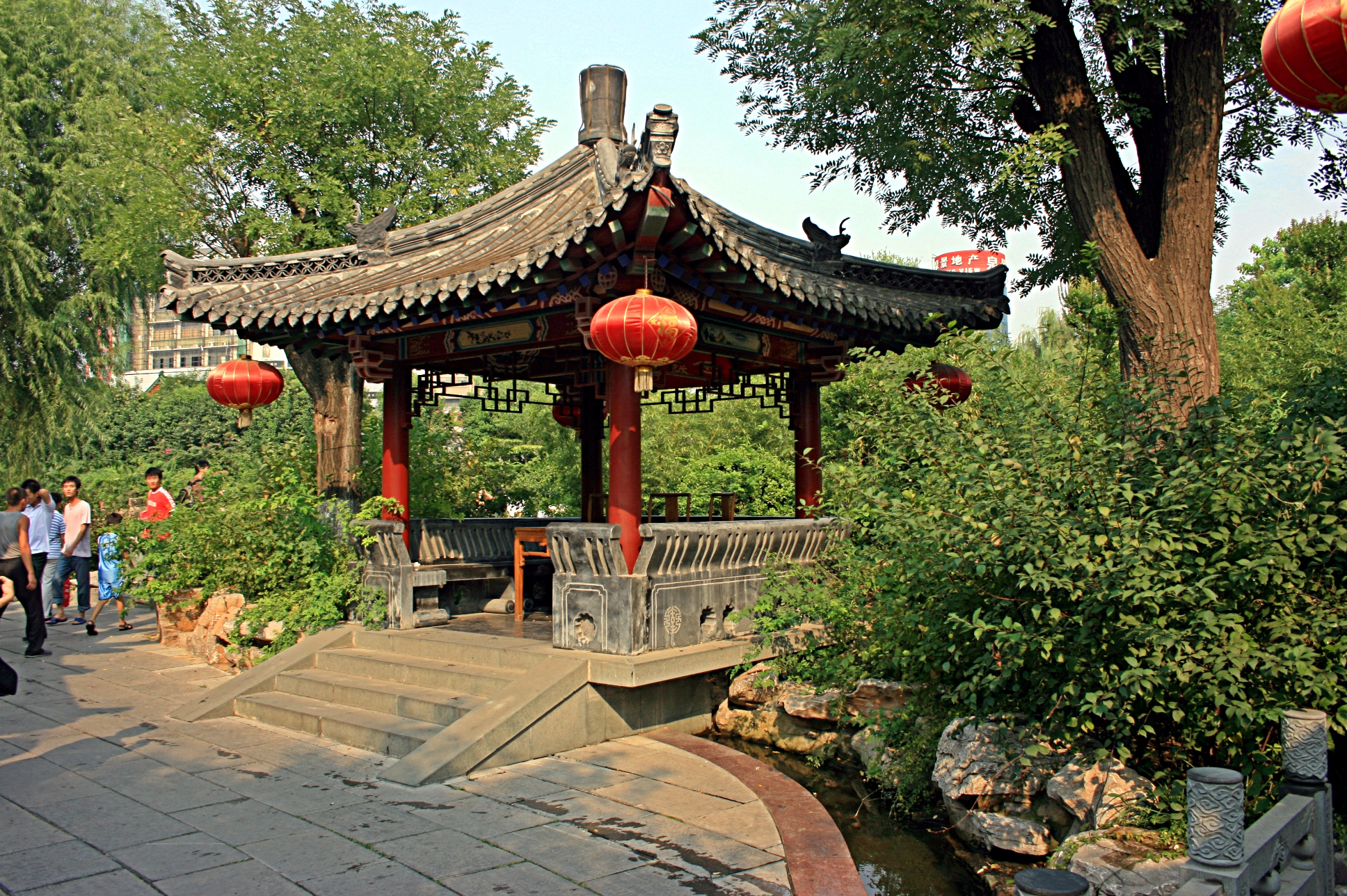
Pavilonek v čínské zahradě, Paotchuské vývěry, Jün-nan, Šan-tung, Čína

### Vliv čínské zahrady v anglickém parku
Je mnoho podobných rysů mezi čínskou a japonskou zahradou a anglickým parkem a je předpoklad, že anglický park vznikl právě pod vlivem dojmů z čínských zahrad a čínská zahrada sloužila jako koncept pro vytvoření prvních nepravidelných přírodně krajinářských parků. Některé prvky čínské architektury, jako altány a pagody se potom objevily v pozdních obdobích anglického parku.
První čínský dům byl postaven v zahradě na Stowe House roku 1838, a zahájil tak módu exotické architektury v zahradách. Čínské architektonické prvky získaly popularitu díky Williamovi Chambersovi (1723-1796), který žil v Číně, 1745–1747, a napsal knihu, The Drawings, buildings, furniture, habits, machines and untensils of the Chinese,, která byla zveřejněna v roce 1757. Ve stejném roce byla postavena zahradní pagoda a čínský dům v Kew, v Londýně.
Anglo-čínský zahradní styl se stal populárním na konci 18. století, a čínské pavilony objevily v anglických zahradách po celé Evropě. Například, v zahradě Bagatelle v Paříži, mají čínské domy, a je zde i čínská pagoda v zahradě.

### Vliv na zahrady budované podle principů feng-šuej
Na styl čínských zahrad přímo navazují zahrady budované podle principů feng-šuej vytvářené ovšem již i podle poněkud odlišných pravidel. Správnou zahradou podle feng-šuej může být totiž například i zahrada ve stylu venkovské zahrady nebo přírodní zahrady.

## Historie
„V nebi je ráj a na zemi Su-čou a Chang-čou.“ - oblíbené čínské rčení.

### Počátky
Zahrada byla podle legendy původně mystického původu, právě tak to Čuang-c’ popisuje ve zprávě přisuzované Konfuciusovi, oznámení legendárnímu vládci Si-wejovi, vládnoucímu před Žlutým císařem (2. tisíciletí př. n. l). Tradiční čínská zahrada symbolizuje ráj na světě. Podle starých čínských legend je ráj trůnem na vrcholu velké hory na odlehlém ostrově uprostřed moře, V něm leží elixír života, který umožňuje přístup k nesmrtelnosti. Tato legenda vysvětluje roli, hory, moře a ostrovů v symbolice čínské zahrady.
Více prozaická teorie nabízí vysvětlení, že se zahrada vyvinula pravděpodobně během dynastie Chan (206 př. n. l. – 220 n. l.). Nebyla předmětem estetického cítění a filosofického a náboženského rozjímání, ale byla věnována relaxaci (zahrada bezstarostnosti – Mien-jüan) a lovu. Nejstarší doložená čínská zahrada se objevila během dynastie Šang a Čou. Sestávala z vyvýšené plošiny obklopené bujnou vegetací a paláce, kde se konaly hody. Následné dynastie rozšířily tuto myšlenku na císařské lovecké parky s scénickou kompozicí kamenů a rostlin. Od doby čínské dynastie Chan už zahrada napodobuje přírodu.
Zahrady v období čínské dynastie Chan mohou být rozděleny na zahrady královské, náboženské nebo vzdělanecké (učenecké). Tato trojdílná klasifikace je rozdělena do několika různých regionálních stylů:
1. Pekingské palácové zahrady
2. Centrální čínské zahrady
3. Zahrady od řeky Jang-c’
4. Lingnanské zahrady

V Šuo-wen ťie-c’, knize vytvořené v druhém století našeho letopočtu, jsou používána slova jou (park), pchu (zelenina), jüan (zahrada) a jüan-jou (park). Park Bechai, později rozšířený a rekonstruovaný, byl vytvořen v období dynastie Chan - 104 n. l.
Od období dynastií Tchang a Sung už životní prostředí, ať už v interiérech, nebo vně budov začíná hrát roli a dochází k navrhování a složitějším koncepcím zahrad.

### Vrchol
Od třetího století, za vlády dynastií Wej a Ťin umění tvorby zahrad překročilo zdi císařského paláce a Zakázaného města vytvořením třídy bohatých obchodníci a úředníků, zejména učenců (š’-ta-fu), kteří si chtěli užít výhody klidu přírodního zákoutí, aniž by museli opustit město a své podnikání. Nyní měli možnost využít výhody získaného bohatství. Styly tvorby zahrad se nyní lišily v závislosti na způsobu použití. Některé byly velké a velmi bohatě zdobené. To jsou zahrady přístupné veřejnosti, které mají ukázat schopnosti jejich vlastníků. Jiné jsou spíše blízko domu a udržují intimitu rodiny.
Aby ukázali své postavení a dodali svému jménu vážnosti nechávali si kupci, úředníci a vzdělanci zdobit zahrady a domy. Přestože všichni nebyli sami dostatečně schopní a kvalifikovaní vytvořit kvalitní zahrady, toužili tohoto cíle dosáhnout. Najímali si proto na pomoc vzdělance se znalostmi a schopnostmi naplánovat a realizovat zahrady a potřebnou odbornou pracovní sílu nutnou pro fyzické práce. Se stoupající poptávkou a sílící koupěschopností širších vrstev začaly vznikat nové pracovní příležitosti. Nejvýznamnějším odvětvím se stala práce s kameny, které musely být použity tak, aby znázorňovaly určitou přírodní scenerii, což bylo velice náročné a vyžadovalo to estetické cítění vlastní vzdělaným vrstvám. Postupně vznikly profesionální pracovní skupiny tvořené vzdělanci, učenci, (kteří se ujímali role zahradních architektů) a řemeslníky, kteří dokázali jejich představy naplnit.
Tyto změny byly odrazem humanistické kultury Číny. Konfuciánství naléhá, aby spojovali společenský úspěch se službou státu a císaři. Konfuciánské zásady a duchovní úspěch kultivují vnitřní život majitele a jeho cítění taoistických hodnot. Vlastnictví zahrady, přidává životu Číňanů symbolický rozměr, je útočištěm, místem meditace, možností, kde lze aspoň v představě majitele obnovit přírodní nebo idealizovaný svět.
Zahrady z období dynastie Ming jsou charakteristické zmenšováním prostoru a naopak prohlubováním obsahu. Změnu v tvorbě plynuly z nových malířských a filosofických směrů, pod heslem „vše obsáhne hořčičné semínko“ (si-mi ťie-c’) a „celý svět se vejde do čajové konvice“ (chu-čung tchien-ti), které hluboce ovlivnily čínské zahradní umění.
Tento zahradní styl se rozšířil i do ostatních částí Číny a v Pekingu se pod jeho vlivem vyvinul model severočínské zahrady, modifikovaný místními podmínkami. Základem byl dvůr obklopený čtyřmi budovami. Dvůr byl koncipován jako zahrada s jednoduchou zelení a kamennými sceneriemi, či sestavami na mísách, které byly snadno přemístitelné. Ve srovnání s jihočínskými byly zahrady méně poetické, působily přísněji až stroze.
V období dynastií Ming a Čching, dosáhlo budování zahrad umělecké dimenze a svého vrcholu. Při diskusi o umění čínských zahrad jsou často zmiňovány pravidla a zahrady založené v tomto období. Buddhismu a taoismu umožňují zahrady v chrámech vytvořit stylizovaný náboženský obraz světa - chrámové zahrady.
Soukromé zahrady na jihu Číny se rozvíjely více než na severu z mnoha důvodů. Jih je bohatý na dostatek vody, místní klima je mírné a umožňuje růst náročnějších rostlin, v jižní oblasti Číny se nachází zdroje vhodných kamenů pro zahrady, Především je však tato část Číny nejvíce prosperující oblastí, což s sebou přineslo rozkvět architektury, řemesel a umění. Zahrada čchien-jüan (Zahrada Literárního paláce) je výsledek více dva tisíce let dlouhého vývoje umění císařských zahrad.
V roce 1677 se císař Kchang-si (1662-1722) rozhodl obnovit zahradu dynastie Ming v blízkosti hlavního města. V roce 1709, Kchang-si dává svému synu, budoucímu císaři Jung-čeng (1723-1735), oblasti přilehlé k zahradě, které nazval Jüan-ming. Po nástupu na trůn, si Jung-čeng vybral toto místo jako své bydliště, císařské sídlo. Zahradu rozšířil a přestavěl podle geografického vzoru Číny. Následující císař, jeho syn Čchien-lung (1736-1796), miloval zahrady. Dokončil stavební práce, které navrhovali jezuité v jeho službách. Na jeho vrcholu svého rozmachu zahrada měla rozlohu 350 ha v severozápadním Pekingu a obsahovala poklady nevyčíslitelné hodnoty.
Realizace této zahrady proběhla v osmnáctém století, v období rozkvětu politické, hospodářské a kulturní Číny. Během dalších let v Číně vypuklo nábožensky motivované povstání proti nadvládě mandžuských okupantů, kteří ovládali Čínu. V průběhu bojů byly mnohé zahrady poničeny a vypáleny. Poté vypukla druhá opiová válka, mezi Čínou a Evropou, když čínský císař zakázal pěstování máku pro opium a dovoz opia ze zahraničí. Oblast byla vypleněna francouzsko-britským expedičním sborem a zapálena lordem Elginem v roce 1860. Dnes tak zůstala pouze jediná zahrada obnovená po požáru a dává aspoň skromné svědectví o velkoleposti zahrady zahrad. Po druhé prohrané válce byl císař přinucen povolit dovoz a odkoupit velké množství opia. Obchod s opiem, jeho užívání a jeho dopady na ekonomiku během jediného století znamenaly pád Jüan-ming jüan a naprostý konec klasické čínské zahrady. Zbytek původních čínských zahrad byl zničen v období okupace Číny japonskou armádou.
Umění čínských zahrad se vyvíjelo ve třech různých prostředích, jako císařské zahrady, obchodní a vzdělanecké, soukromé zahrady a zahrady klášterní. Klasické čínské zahrady byly zdokonalované až do osmnáctého století. Západní vlivy (misionáři, kolonizátoři) pak přinášeli kulturu západní zahrady. Francouzská zahrada navržená s pomocí francouzských misionářů a jezuitů, v zahradě starého Letního paláce byla jedním z nejvýraznějších příkladů importovaného stylu. Pod vlivem tohoto kulturního mísení nastává konec tradiční čínské zahrady.
Vzhledem k množství čínských zahrad ve starověku, zůstalo jen několik tradičních čínských zahrad do dnešní doby. Většina ze zahrad se stala obětí náhodného nebo úmyslného požáru. Tradiční čínské budovy byly postaveny ze dřeva, takže nezůstaly žádné stopy, ani architektonické pozůstatky.
Čínské zahrady měly rozhodující vliv na korejské a japonské zahrady, které si později vyvinuly vlastní estetická pravidla.

## Sociální a kulturní vlivy

### Životní styl
Architektonický styl obytných budov je určen pro soužití více generací a tvoří ji skupiny samostatných prostorů určených pro jednotlivé generace. Podle čínského přísloví, soužití pěti generací pod jednou střechou přináší štěstí. Komplex obsahuje soukromé prostory (wo-š’), společné prostory (tchang a tchien-ťing), duchovním centrem budovy je cu-tchang, kde se členové rodiny setkávají. Cu-tchang má slavnostní atmosféru, je bohatě zdobený a v jeho středu je společný stůl. Sedací nábytek a další příslušenství z místnosti může přesahovat nebo být umístěno až z těchto prostor až na tchien-ťing a tchang a tchien-ťing jsou spojeny. Úprava společného prostoru tchien-ťing není v klasickém smyslu zahradou, má podlahu z cihel, nební zastřešen a nejsou zde žádné rostliny.
Prostor tchien-ťing v Chuej-čou a nádvoří s’-che-jüan a jüan-c’ v architektonickém obdélníkovém uspořádání budov v Pekingu jsou v podstatě stejné prostory architektonických celků sloužící k podobnému účelu. Stavby jsou omítané, jako palivo slouží uhlí, dřevo a třísky. Okna budov jsou malá.

## Estetické vlastnosti čínských zahrad
Chcete-li si nebo posoudit kvality čínské zahrady, vybrat mezi nimi lepší, existuje šest náhledů, kritérií které můžeme použít.
1. Koncepce zahrady - celkové logické uspořádání, neotřelost, psychologické působení.
2. Způsob, jakým jsou kameny terén a voda harmonicky uspořádány, sladěny mezi sebou, nebo působí kontrastně
3. Estetika pavilonů, teras, hal a komnat
4. Výběr a vhodnost použití květin a stromů
5. Vhodné názvy pavilonů, útvarů a pěstovaných rostlin (bonsaje)

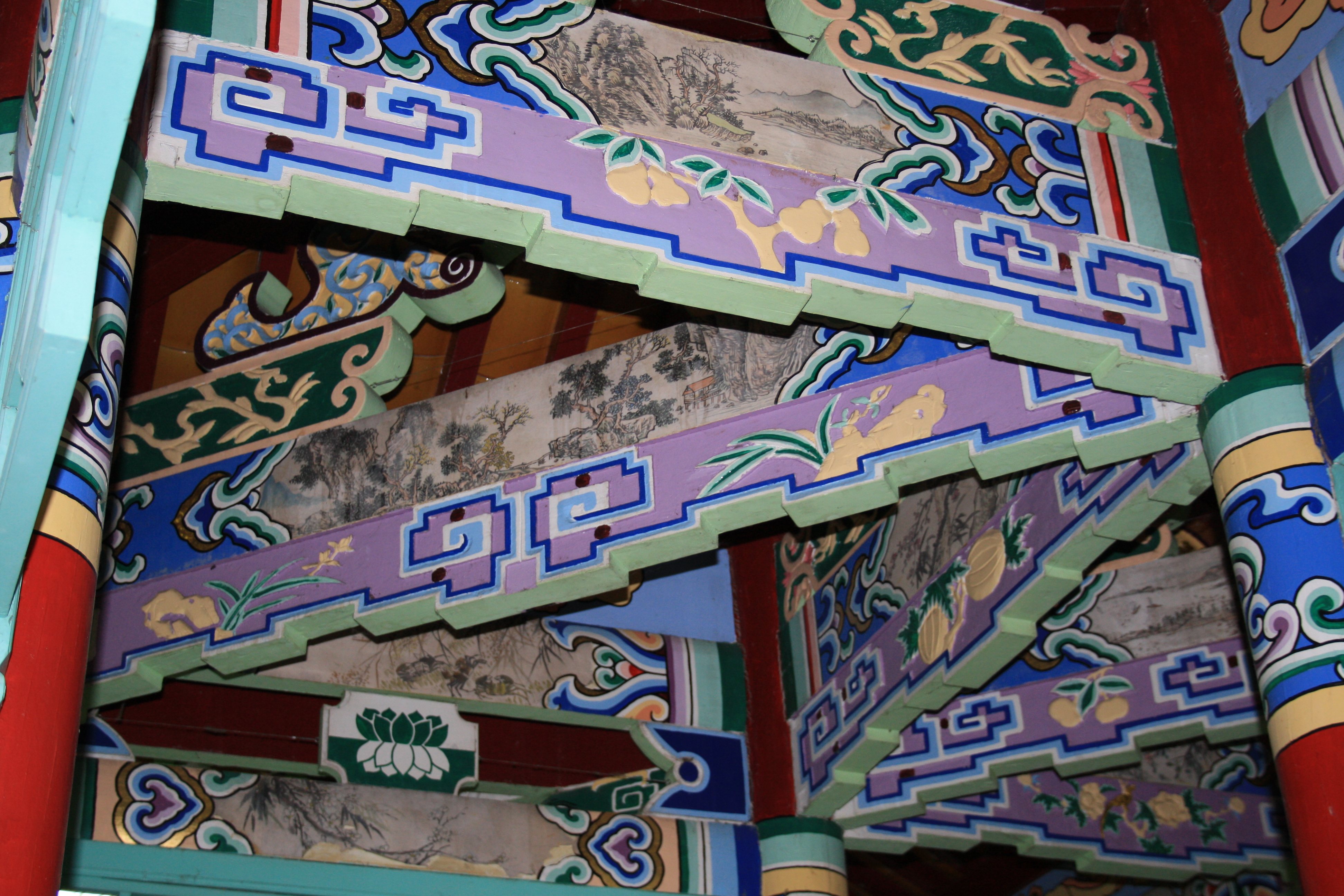
Výzdoba pavilonu v čínské zahradě v Curychu. Mimo lyrických námětů mohou být použity i epické.

6. Poetické působení zahrady

## Prvky čínských zahrad
Čínská zahrada se skládá ze čtyř částí:
1. Terén a skalní [?, upravte]
2. Architektura
3. Rostliny
4. Voda v zahradě

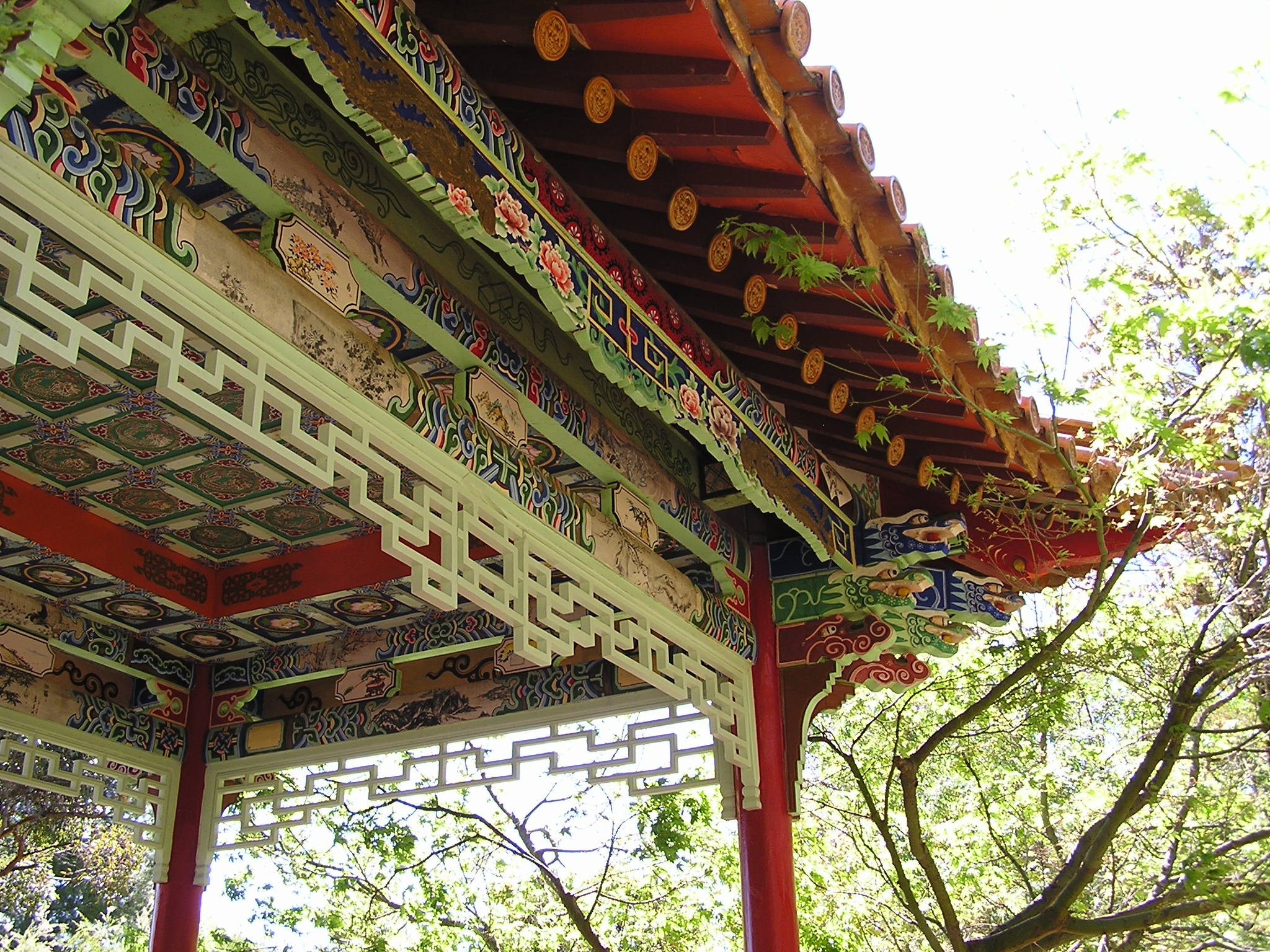
Čínská zahrada ve Wagga Wagga – botanické zahradě v Austrálii

Pavilony jsou umístěny v zahradě na vhodném místě. Terén a stavby jsou základní, primární část zahrady. Druhotná vrstva je vytvořena rostlinami. V literatuře je tato vedlejší role dobře doložena. Nakonec jsou jednotlivé kameny taihu přidané pro dotvoření harmonického celku, podobně jako sochy v evropských zahradách.
Různé vlastnosti a působení zahrady na různé smysly zlepšuje funkci zahrady. Listy stromů, zvonkohry, ptáci vydávají zvuky. Rostliny různě voní. Složitá struktura chodníků a štěrku působí na hmat. Barevná a kontrastní skladba tvarů a barev poskytuje oční vjemy. Město Suzhou, ve východní Číně je široce známé pro četné klasické soukromé vzdělanecké zahrady.
Krása zahrady je posuzována podle její koncepce, vzhledu, uspořádání scén a dojmu, kterým zapůsobí. Koncepce je měřítkem toho, jak dobře zahrady odráží obraz nebo báseň. Koncepce používá více vrstev scenérie k vytvoření pocitu nekonečna v konečném prostoru, myšlenky vyjádřené pomocí přirozených, přírodních prvků. Celkový vzhled, je dojem, který zůstává v pozorovateli, hodnocení jak jsou dobře spojeny, sladěny různé scény a jak vytvářejí harmonii. Je také důležité, jak vhodně jsou ťie-ťing (přírodní scenérie) s dalekými výhledy začleněné do celku zahrady.
Čínské zahrady jsou zpočátku zbudovány bez rostlin, které tvoří až jakousi druhotnou vrstvu projektu. Základní forma zahrady je tvořena rybníky a valy. Čína je většinou svého území leží na horách, hory zaujímají zvláštní místo v kolektivní představivosti Číňanů od neolitu. Hora v čínské představivosti je kouzelné místo. Osa světa, kde staří mudrci živící se pojídáním kamenů a vzácných bylin ve vysoké nadmořské výšce. Tito muži nazývaní nesmrtelní, mají v představách Číňanů přístup k takovým znalostem a dovednostem, které jsou neznámé obyčejným lidem. Hora správného typu, představuje draka z Čchi a všechny s ním související vlastnosti. Podle některých mýtů jsou hory samy o sobě posvátné. Propracované jeskyně ve skalách slouží stejné funkci, představují malý kousek hory, plné jeskyní, kde žijí nesmrtelní. Jámy vykopané na stráních těchto kopců jsou používány jako rybníky a potoky. Rybník se správnými vlastnostmi může být domovem draka z Čchi.

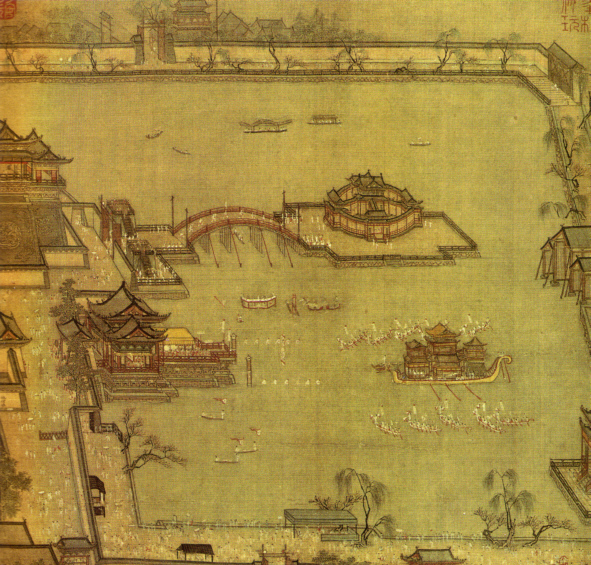
Čínská císařská zahrada v Kchaj-fengu, hlavním městě Číny během dynastie Sung

### Rostliny

#### Symbolika rostlin v čínské zahradě
Číňané, stejně jako ostatní národy, používají rostliny jako symboly. Stejně jako v anglickém přírodně krajinářském parku a na rozdíl od jiných zahradních stylů, květiny nejsou nijak významné v klasické čínské zahradě. Čínští zahradníci často pěstovali a šlechtili byliny a zeleninu, ale podstatnější součástí byly dřeviny. Bambus byl použit v každé tradiční čínské zahradě. Bambus totiž představuje silný, ale pružný charakter. Borovice je synonymem dlouhověkosti, vytrvalosti, houževnatosti a důstojnosti. Lotos se používá jako symbol čistoty. Kvetoucí slivoň je jedním z nejdůležitějších doplňků čínské zahrady, neboť představuje obnovení a sílu vůle.
Kvetoucí broskvoně jsou pěstovány pro jarní barvy. Broskvoně a slivoně v Číně symbolizují blízký, bratrský vztah. Jejich blízký vztah bývá na obrazech symbolizovaný propletenými větvemi. Chryzantéma je používána jako symbol přepychu, lesku a "odvahu klást oběti pro přirozený život". Pivoňky symbolizují bohatství a banánovníky jsou použity jednoduše pro zvuk, který vytváří v jejich listech vítr.
Číňané vidí některé květiny jako symbol zimy, spíše než jako předzvěst jara. Protože v Číně kvetou v zimě, jsou slivoň, borovice a bambus nazývány společně názvem „Tři přátelé zimy“ (岁寒三友). Právě z toho důvodu, že kvetou živě uprostřed sněhu, zatímco všechny ostatní květiny už dávno podlehly chladu a zahynuly. Proto je na ně pohlíženo jako na příklad odolnosti a vytrvalosti tváří v tvář nepřízni osudu a proto také byly použity jako metafora, symbol revolučního boje.

## Rozdělení čínských zahrad
Status majitele

Za prvé, mohou být rozděleny na císařské zahrady, soukromé zahrady a klášterní zahrady. Slavné klášterní zahrady se nalézají v chrámu Šan-si a Tchan-če, v Pekingu.
Geografické rozdělení

Za druhé, pokud jde o zeměpisnou polohu, jsou rozeznávány severní zahrady, které se většinou nacházejí ve Van, Luo-jangu, Kchaj-fengu a Pekingu a zahrady v dolním toku řeky Jang-c’, které se většinou nacházejí v Nankingu, Wu-si, Su-čou a Chang-čou, které jsou v Chang-čou považovány za nejreprezentativnější zahrady, a další které se nacházejí v Kuang-čou, Tung-kuanu a Šun-te.

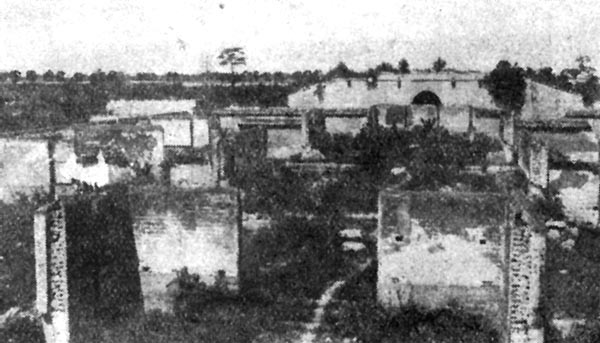
Ruiny čínské zahrady v starém Letním paláci (Jüan-ming-jüan)

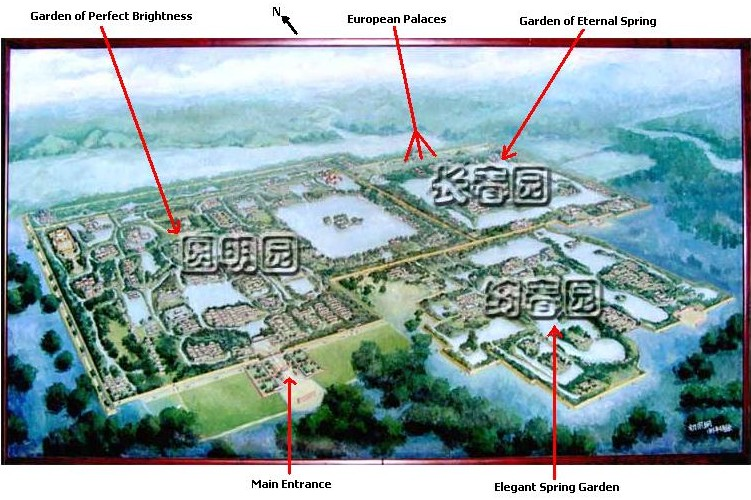
Plán zahrad zničeného starého Letního paláce v Pekingu, Čína

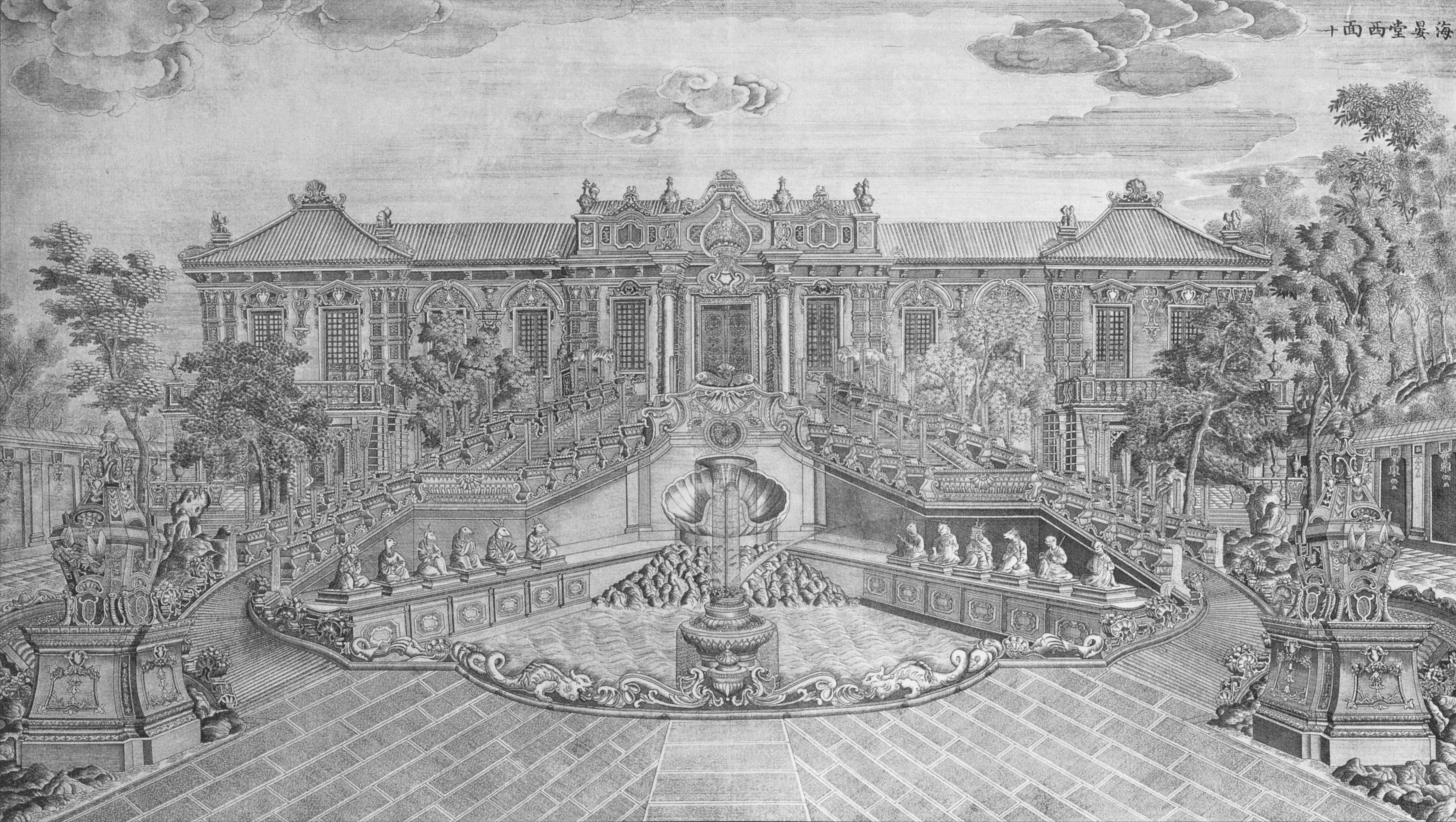
Francouzský vliv v zahradě starého Letního paláce, vypáleného anglofrancouzskými vojsky.

### Císařské zahrady,

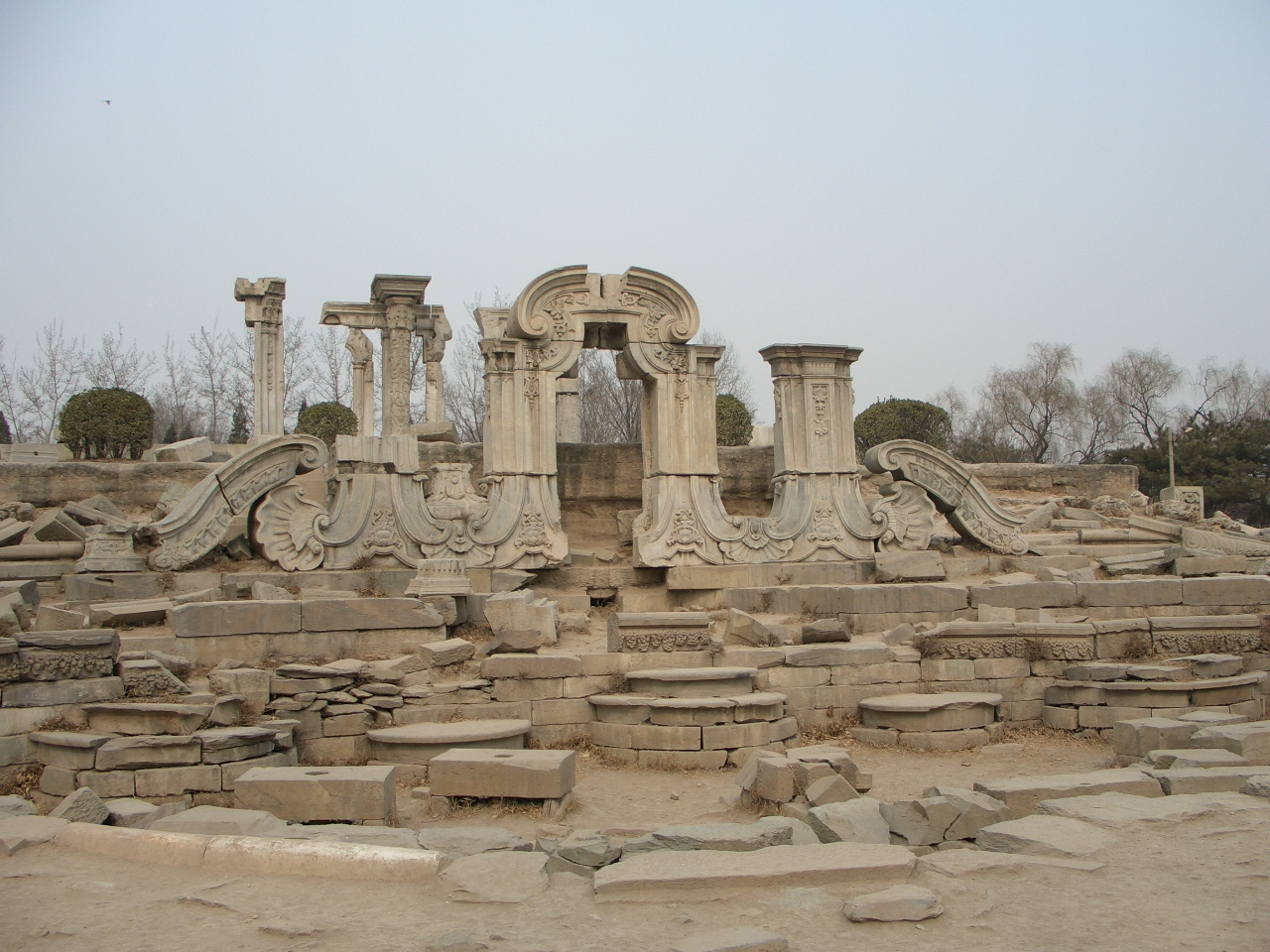
Ruiny čínské zahrady v starém Letním paláci (Jüan-ming-jüan)

Palácové zahrady v Pekingu byly upraveny různými císaři, kteří měli dostatek prostředků a pracovní síly k jejich výstavbě. Byly určeny pro použití královskou rodinou a byly doplňkem Zakázaného města. Některé z těchto krásných míst byly zničeny, ale mnoho se dochovalo dodnes v jiných podobách. Například Pekingská zoo je postavena na místě zahrady, kdysi patřící princi dynastie Čching.
Čínské zahrady byly vytvářeny více než 2000 let Zahrady byly vytvořeny u paláce založeného císařem Čchin Š’-chuang-ti. Za vlády císaře Wu z dynastie Chan, v roce 138 př. n. l., zakázaná císařská zahrada obsahovala 3000 různých druhů kvetoucích keřů a podle popisu údajně každé tehdy v Číně známé ze všech stvoření na světě. Zahrady byly vytvořeny s vírou v taoistické Nesmrtelné. Tyto zahrady byly vytvářeny pro ideologické a náboženské účely.

### Vzdělanecké zahrady
Čínské vzdělanecké zahrady byly budovány pro vzdělanou třídu státních úředníků a učence. Poprvé se objevily v průběhu první imperiální éry, a vyvinuly se do umění v dynastii Sung. Zahrady tedy byly důležitou součástí domů elity dlouho před nastoupením dynastie Ming. Dosáhly svého největší rozvoje v pozdním období dynastie Ming v prostoru, který zahrnoval jihovýchodní části Číny na jih od řeky Jang-c’, včetně hustě obydlených-kulturních center z Jang-čou, Chang-čou a Su-čou. Známou zahradou je Zahrada pokorného úředníka.
Původním impulsem bylo vydělení třídy, kterou tvořily císařští úředníci. Kariérističtější z nich upínali své naděje na svůj postup ve veřejné službě ale také si chtěli užít odpočinek v životě v soukromí. Kulturně byl na tuto třídu lidí kladen konfuciánstvím obrovský tlak a tak hledali více bezstarostnosti ve svém soukromém životě. Kompozice čínské zahrady čerpá z tak odlišných oblastí, jako feng-šuej, botanika, hydraulika, historie, literatura a architektura. Úkol byl považován za natolik složitý, že jen odborník byl schopen jej dokončit, a tak jeho zahrada byla výrazem míry jeho znalostí. Ze stejného důvodu byla poezie hlavní součástí zahradní úpravy. Znalost a složení poezie sloužila jako test inteligence pro třídu vzdělanců.
Zahrada sloužila více funkcím, jako poloveřejné rozšíření domu a místo, na odpočinku a relaxace, pro studium poezie a romantiku. Sociální a kulturní význam zahrady je doložen v čínské literatuře, zvláště klasické novele Sen v červené komnatě, která se odehrává téměř výhradně v zahradě.

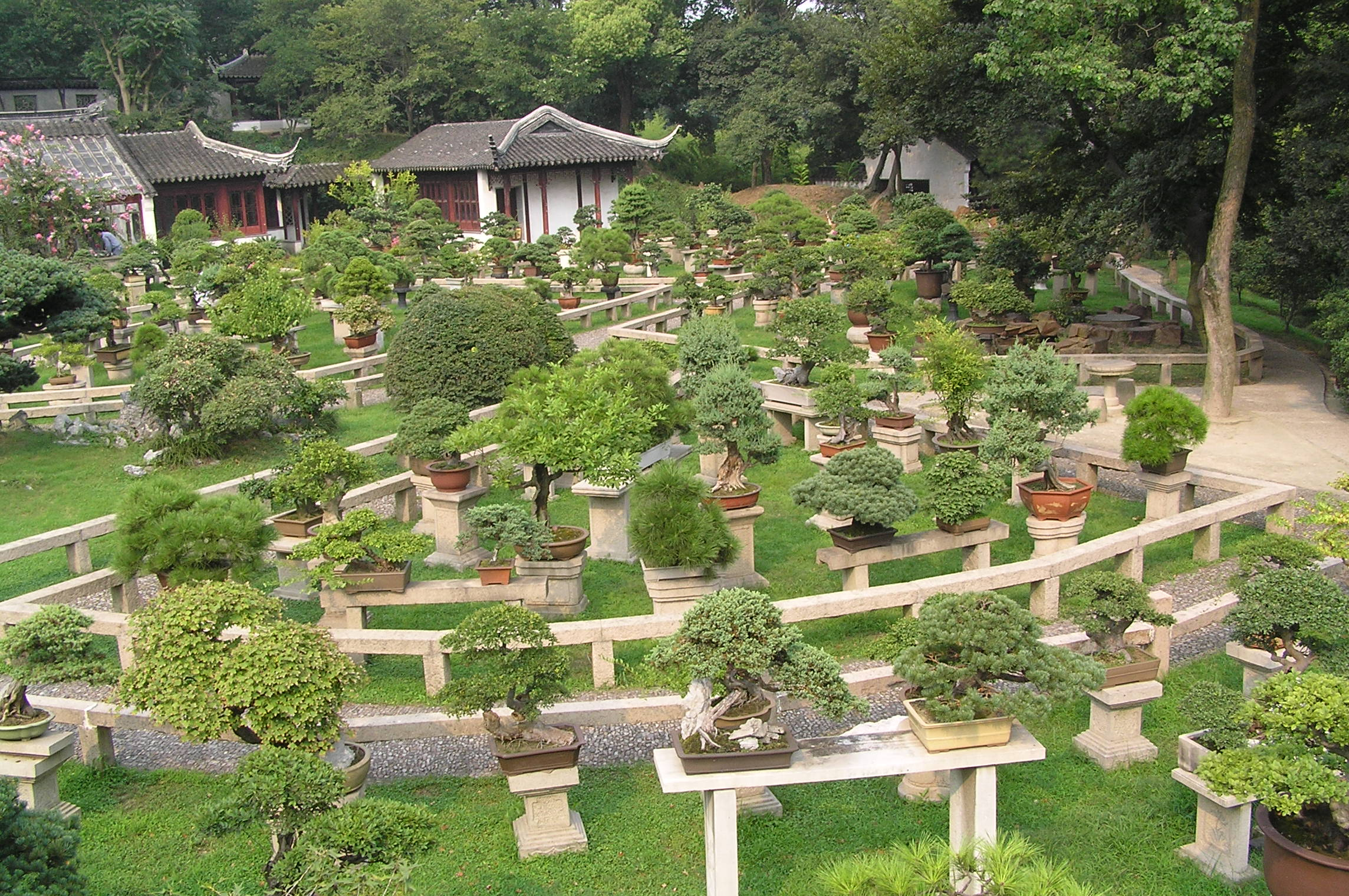
Pchen-ťing zahrada u pagody Ťün-jen-tcha (Su-čou, Čína)

## Vzhled
Aby mohly být čínské zahrady považovány za autentické, musí podle některých zdrojů zahrada naplnit asi sedmnáct základních předpokladů:
1. stojí blízko domu
2. je malá
3. je obezděná
4. obsahuje jednotlivé malé sekce
5. je asymetrická
6. obsahuje různé typy prostorových spojení
7. její součástí jsou architektonické celky
8. v zahradě se nacházejí kameny
9. součástí zahrady je voda (obvykle rybníček)
10. rostou v ní stromy
11. její součástí jsou rostliny
12. nalézají se zde sochařská umělecká díla
13. jsou zde ťie-ťing (přírodní scenérie)
14. obsahuje zvonkohry
15. nacházejí se v ní kadidelnice
16. nalézají se zde nápisy
17. bylo využito feng-šuej pro výběr místa.

Tyto kritéria neplatí pro všechny čínské zahrady, pro všechna historická období jejího vývoje.

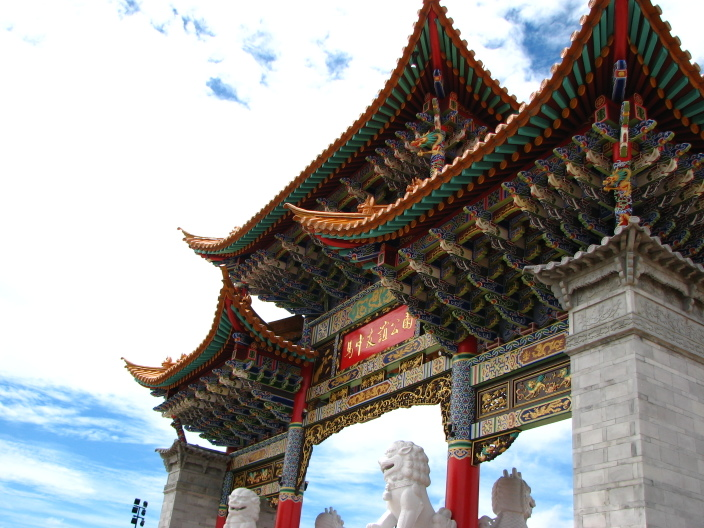
Čínská brána v Parku přátelství, Kuching (Malajsie)

### Estetické vlastnosti čínských zahrad
Ťi Čcheng, autor spisu Tvorba zahrad, předpokládal, že kvalitní zahrada závisí na dvou základních principech: přizpůsobení se okolnímu prostředí a vhodném napodobení přirozené krajiny, přírody.
Styl zahrad, jejichž forma se zahušťuje a zvyšuje se jejich duchovní obsah je pokusem vytvoření obrazu světa jako miniatury. „Svět v zrnku rýže“ je buddhistický termín. Miniaturnost dává jistou hodnotu objektu. Reprodukce objektu jako miniatury přirozeně zvětšuje dojem prostoru a dává nový vjem reality ať už magické či mytické.

#### Principy tvorby
Umělec musí prokázat svou schopnost využít přírodní prostředí, aby vytvořit své dílo spíše než aby se prostředí pokoušel přetvořit. Autor nevytváří zahradu na základech symetrie ,tak jak je tomu ve stylu evropských zahrad, ale snaží se najít místo všeobecné harmonie. Jeho záměrem je, aby vzhled zahrady působil přirozeně (přírodně). Pokouší se vytvořit ideální podobu přírody v její vznešenosti a duchovní kráse.
Prostor zahrady je tvořen budovami oddělenými nádvořími, uspořádanými zpravidla pravidelně okolo podélné osy (jang).
Zahrady samy jsou asymetrické (jin). Ve všech použitých kompozicích (jednotlivé celky) je otevřený prostor, ve kterém jsou umístěny hlavní dekorace a pavilony, nejdůležitější duchovní budovy, obklopeny spletí krytých průchodů, galeriemi, cestami a boskety.
Zahrada žije, roste a mění se v průběhu času. Při její tvorbě je třeba proto nejen znát vlastnosti jednotlivých rostlin a jejich vzhled během ročních období a jejich růst a habitus, ale také si dokázat představit vzájemné interakce vybraných druhů rostlin mezi sebou v celku i jednotlivě. Samozřejmostí je předvídat jejich dekorační vlastnosti po výsadbě i v průběhu ročních období i let vůči stavebním prvkům a povrchům. Zahradník potřebuje znát a měl by využít změny v průběhu ročních období, střídání květu kvetoucích rostlin v průběhu roku a dalších dekorativní vlastnosti, aby zahrada mohla vždy nabídnout atraktivní pohledy. Je žádoucí využít i hru světla a stínu, kterou vrhají dekorativní předměty, okna a průhledy,či treláže, během střídání dne a noci. Skrze neustálé proměny, zahrada získává nový rozměr. V něm je každý okamžik definován prchavými vizemi a dojmy.

#### Zpodobnění krajiny v čínské zahradě
„Vypůjčené scény“ - kompozice připomínající přírodní scenérie jsou jednou z hlavních kvalit zahrady. Za dynastie Jin, byly vytvořeny mnohé dokumenty vztahující se k tvorbě takových kompozic. Vytvořit takovou přírodní scenérii neznamená kopírovat co nejpřesněji skutečnou přírodní scenérii, ale vytvořit v mysli diváka pocit. Autor se pokouší v pozorovateli při pohledu na scénu přesvědčivě představu přírodní scenérie, nikoliv uměle vytvořené stavby. Čchen Čchung-čou napsal: „Všechny jemnosti spočívají ve slově „vidím“, tvořit tak, aby výsledek s vědomým záměrem působil naprosto přirozeným vzhledem a elegancí.“
Zahrada se stává místem sdílení světla, spíše než otevřeným prostorem mezi budovami. Na vzhledu je nezbytné pracovat při vytváření prostorové kontinuity mezi interiérem a exteriérem budovy. Hranice mezi realitou a vynalézavostí umělce tvořícího zahradu mohou být nejasné.
Čínská zahrada podává složitý komplex vjemů.

### Architektonické prvky čínské zahrady

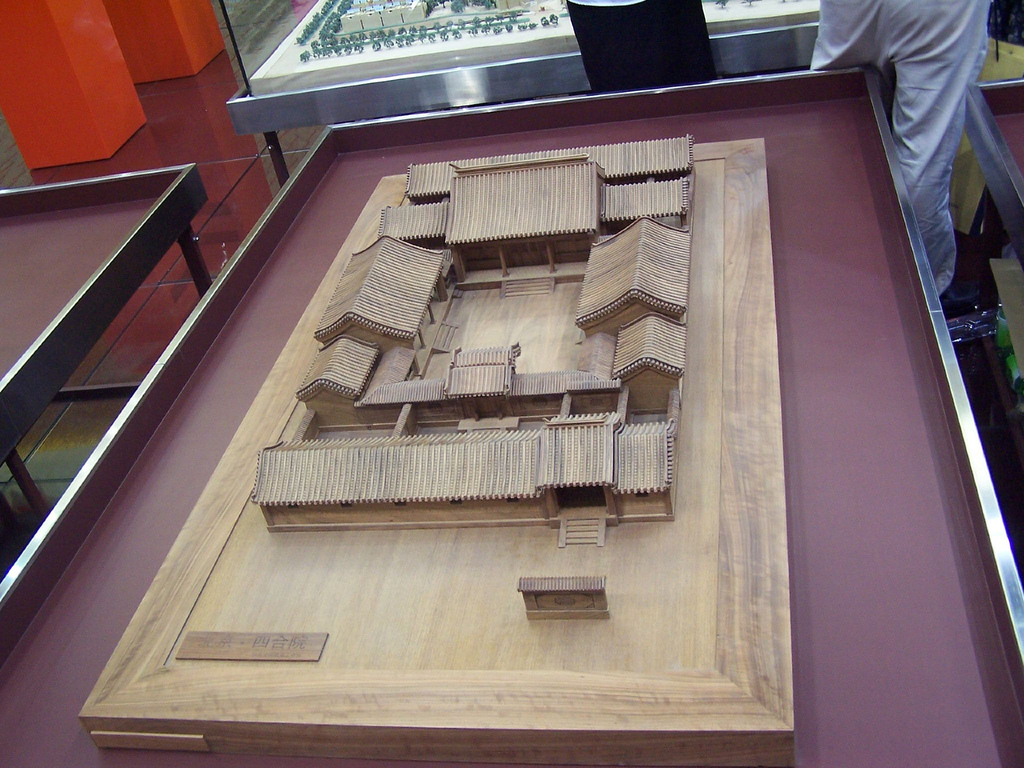
Model tradičního čínského obytného komplexu s’-che-ťüan.

Zahrada je součástí sídla. Obytné budovy jsou součástí architektury čínské zahrady. Stavební prvky jsou základní prvek designu zahrady.
V čínské stavební architektuře tradičních čínských zahrad jsou známy jak nízkopodlažní, jednopatrové a třípatrové budovy. Západoevropská architektura 21. století obvykle vytváří komplexy budov na otevřeném pozemku. To je v kontrastu s tradiční čínskou architekturou, která sestává z budov nebo stavebních celků, které ohraničují celý majetek jako uzavřený komplex s otevřenými prostorami (dvory) uvnitř. Tyto uzavřené prostory, tvořené komplexy budov, se ve starověké Číně nacházejí ve dvou formách:
- Nádvoří (jüan, 院): Použití otevřených nádvoří je společný rys mnoha stylů čínské architektury. To je nejlépe vidět u s’-che-ťüan (四合院), stavebnímu uspořádání, která se skládá z prázdného prostoru mezi budovami spojených okolo tohoto nádvoří mezi sebou buď přímo nebo prostřednictvím krytého průchodu.
- „Nebeská studna“ (tchien-ťing, 天井): I když se velké otevřené nádvoří méně běžně vyskytuje v jihočínské architektuře, koncept otevřeného prostoru obklopeného budovami, které lze vidět v severních oblastech, lze spatřit v jižní části Číny u uspořádání známého jako „nebeská studna“. Tato struktura je v podstatě poněkud uzavřeným dvorem tvořeným uprostřed blízko sebe stojících budov. Toto uskupení umožňuje pohled ba malou část oblohy obklopené střechami okolních budov.

Dvory uzavřené budovami (tching) však nejsou zahradami a nejsou ani tak nazývány. Ačkoliv to neznamená, že na těchto „prostorách mezi branami“ nemohly být nějaké dekorativní úpravy, nebo bonsaje, nebo dekorativní předměty.
Kromě uvedených nádvoří se v čínské architektuře objevuje ťüan-lin, malý krajinářský park, který se vyvinul do tching-ťüan, zahrady sloužící k rozjímání. V celkem osmi sídlech s tching-ťüan v zahradách v Jang-čou již byly neobvykle uspořádané kameny a komponované výsadby rostlin. Uvedené nálezy prokazují, že starověké čínské zahrady nejsou ve spojení s naplněním potřeb každodenního života, ale spíše způsobem výtvarného umění. Tching-ťüan je chua-jüan (doslovně „květinová zahrada“). Čcha-fang, chua-tching a šu-fang, zelené kouty, jsou postaveny mimo obytné plochy. Značně se liší od tching, který je popisovaný jako objekt obdivu.
Zahrada je konstruována tak, aby vypadala nejlépe při pohledu z pavilonu. Dynamičtější i horší pohledy mohou být vytvořeny jako pohledy z cesty v zahradě. Důležité je umístění staveb, které určují průběh cest.

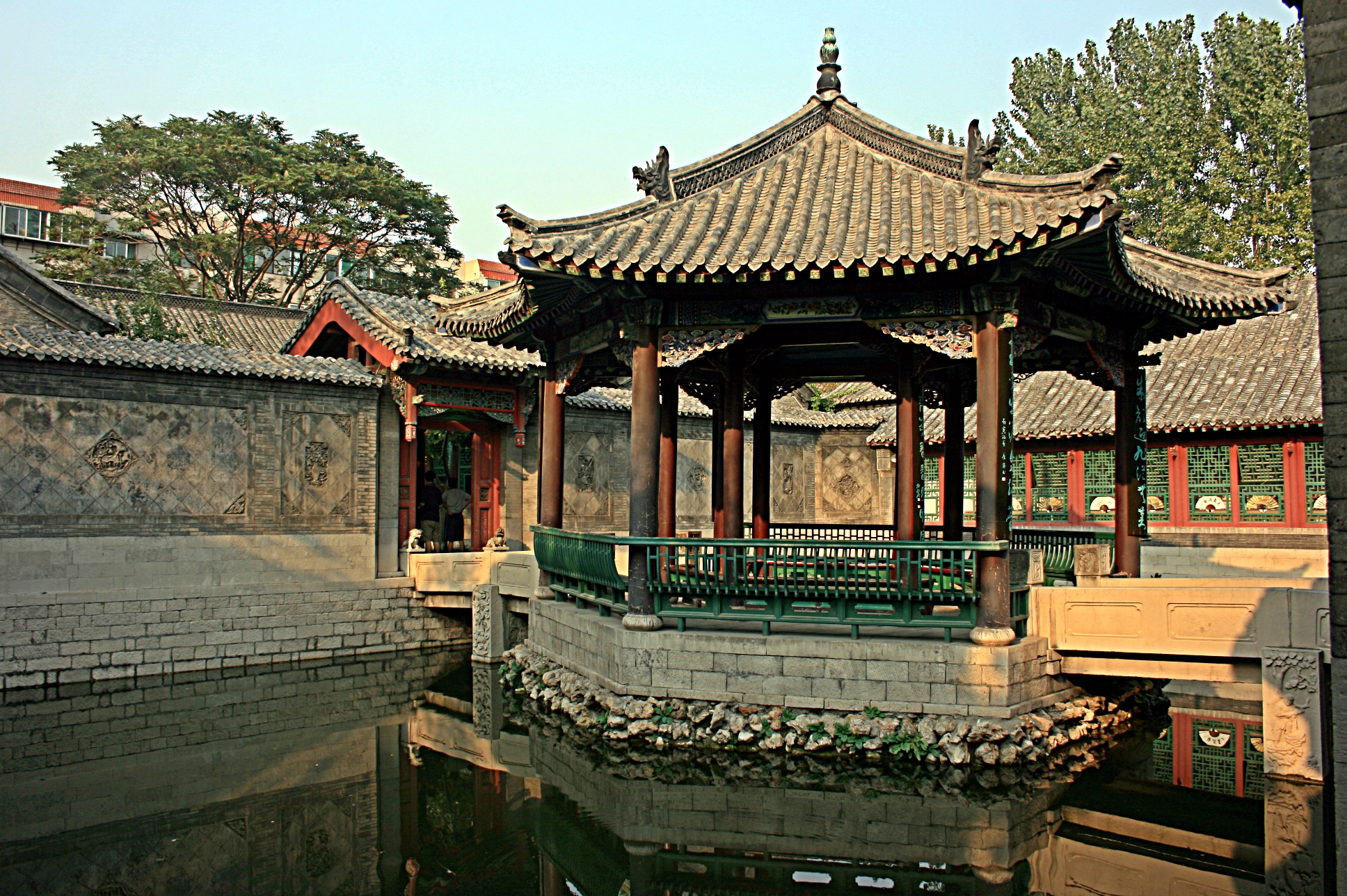
Pavilon v bambusové zahradě, Paotchuské vývěry, Jün-nan, Šan-tung, Čína.

#### Čínské rozdělení tradiční architektury
- 亭 tching - čínské pavilony
- 臺 tchaj - terasy
- 樓 lou - mnohopatrové budovy
- 閣 ke - dvoupatrové čínské pavilony
- 軒 (轩) süan - terasy s okny
- 塔 tcha - čínské pagody
- 榭 sie - pavilonky nebo obytné domy připojené k terase
- 屋 wu - pokoje podél krytého průchodu
- 斗拱 tou-kung - dřevěné podpěry často používané jako podpěry střechy a jako ozdoby.
- 藻井 cao-ťing - klenutý nebo kazetový strop

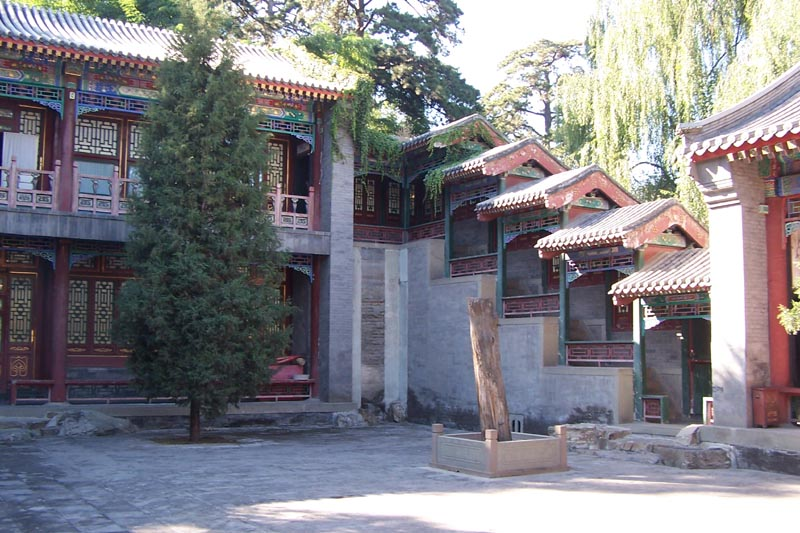
Letní palác- průchod mezi budovami

#### Hala
Hala, nebo široká předsíň je místo, kde se hosté setkávají s hostiteli. V okolí jsou umístěny ozdobné kameny a vysazeny stromy. V přední části haly jsou vysazeny květiny. Hala má obvykle okna a dveře v průčelí a v zadní stěně, ale existují i případy, v nichž jsou okna a dveře do všech čtyř stran stavby. Návštěvníci zde mohou obdivovat exotické rostliny pěstované v nádobách. Mohou se zde bavit u divadelního představení. Ve starověkých čínských zahradách lobby hraje roli veřejného prostoru. Vyžaduje velký prostor, aby se zde mohlo sejít co nejvíce hostů, ale musí být zdobená ornamenty a je postavená v elegantním architektonickém stylu.

#### Průchody, cesty

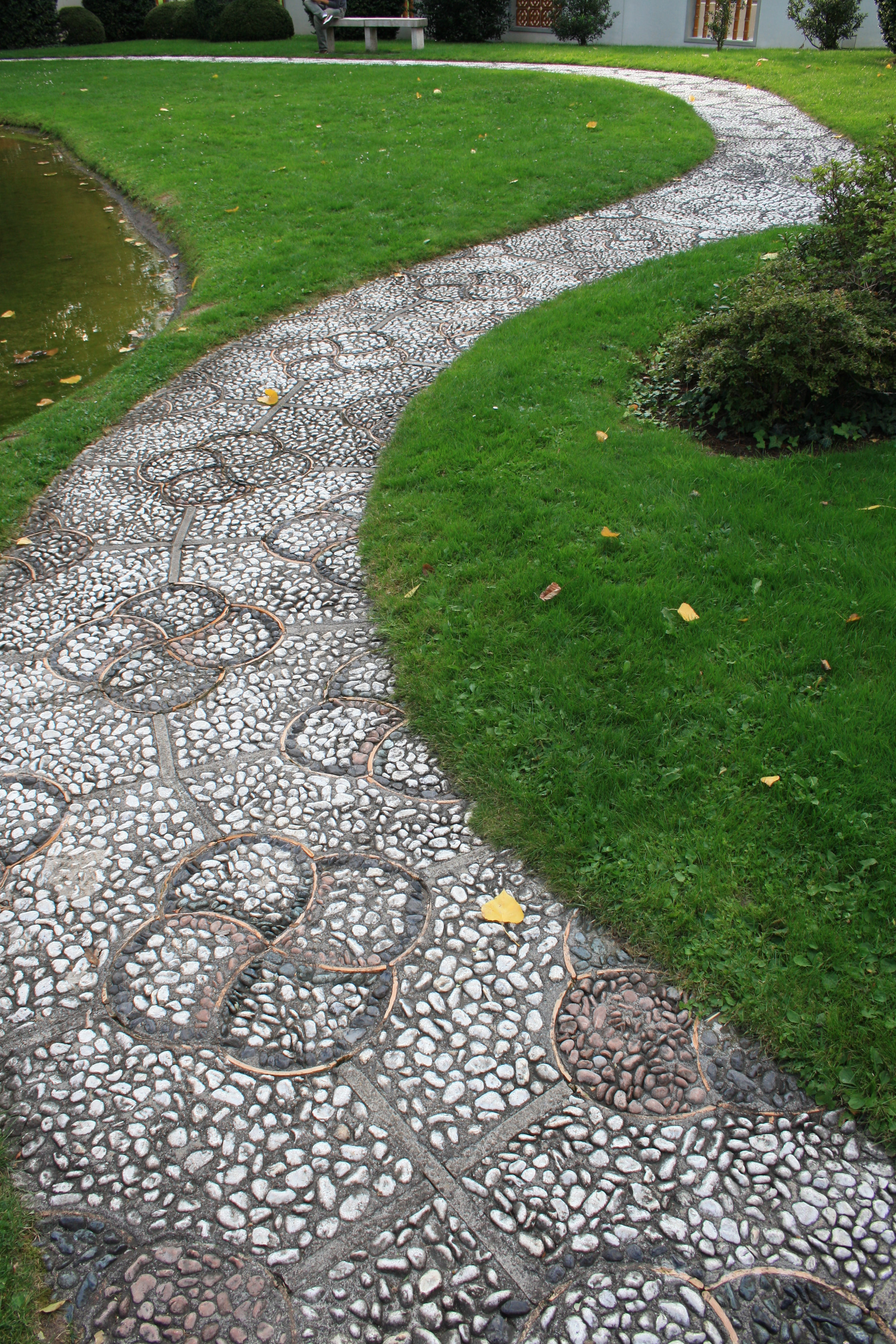
Čínská zahrada v Curychu (Švýcarsko), kamenný chodník je nepravidelně tvarovaný.

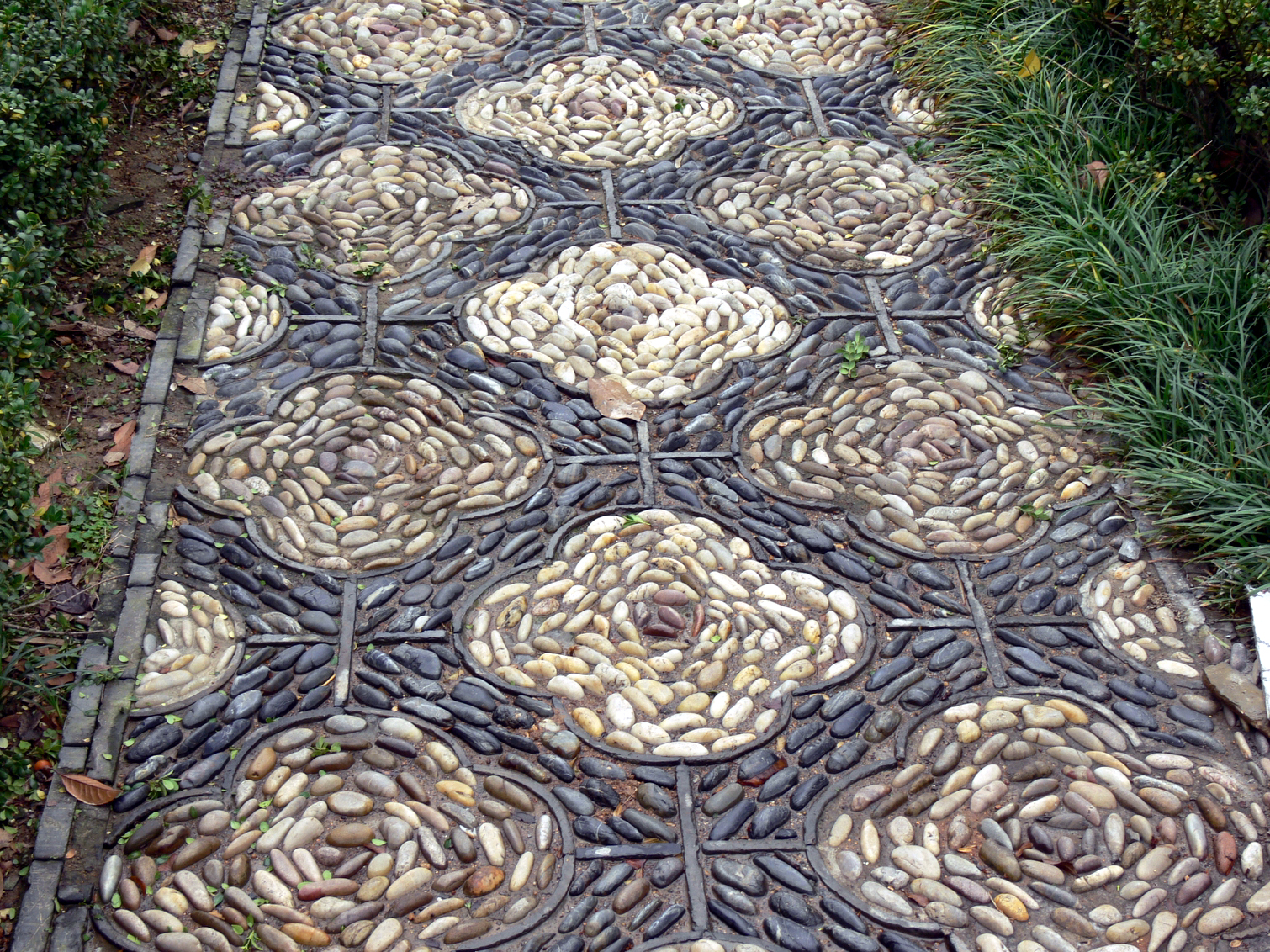
Původní čínská zahrada, kameny tvoří výraznou strukturu

Cesty a chodníky tvoří centrální část zahrady. Slouží nejen jako spojení mezi budovami, ale také k rozdělení prostoru. Cesty ukazují zahradu z pohledů, kterými se návštěvníci mohou kochat. Cesta sama o sobě může stát architektonickým stavebním prvkem přidáním střechy a stěn, v kterých mohou být tvarované průhledy rámující pohled na krajinu. Takové stěny s průhledy často mají měsícovitě, nebo kruhovitě tvarované vchody a malá okna ve tvaru vázy nebo ovoce (např. jablka).

#### Pavilon
To je místo kde hlava rodiny žije nebo kde se konají rodinné oslavy. Pavilon je většinou umístěn v ose celého komplexu, s dobře koncipovaným designem a elegantní dekorací interiéru. Dělení dveří, otevřené průhledy a starožitné předměty, nebo rarity jsou často používány k rozdělení prostoru. Pavilon často nese půvabný název, například Shen-di „Pavilon mravní čistoty a ctnosti“ a „Pavilon dodržování slušnosti“. Pavilon je podstatnou součástí čínské zahrady. Je to místo klidu a odpočinku. Právě zde je, že je možné zamýšlet se nad skutečností, jak předměty zcela rozdílné povahy vytváří stejně důležité součásti celé zahrady a ač jsou v fyzický rozdílné, nebo v rozporu a jen společně a v harmonii se stanou smysluplným a dokonalým celkem .

#### Vodní pavilonek
Pavilonek často leží na břehu řeky nebo rybníka. Bývá lehce stavěný a elegantní, má široké fasády a sedí přímo nad vodou, postavený na kamenných pilířích, zasazen do koryta řeky nebo rybníka. Používá se k dekoraci na břehu jezera nebo řeky.

#### Patrová komnata
Patrová komnata je místonst ve vyšším patře. Během dynastie Ming byly často postaveny za halou. V zahradě byly patrové komnaty často používány jako ložnice nebo čítárny, nebo prostě k obdivování krajiny. Protože je vyšší než okolí, často se stává patrová komnata atrakcí sama o sobě. Zejména v případě, když stojí u řeky nebo rybníka, nebo na úpatí hory.

#### Most
Most není jen dopravní prostředek, ale také slouží ke zkrášlení zahrady a začlenění okolní krajiny do malebného pohledu.

#### Pagoda
Pagoda je hlavní buddhistická stavba. V zahradě se často objevuje v centru celého celku, a je také prvkem pro tvorbu nových scenérií.

#### Pavilonek

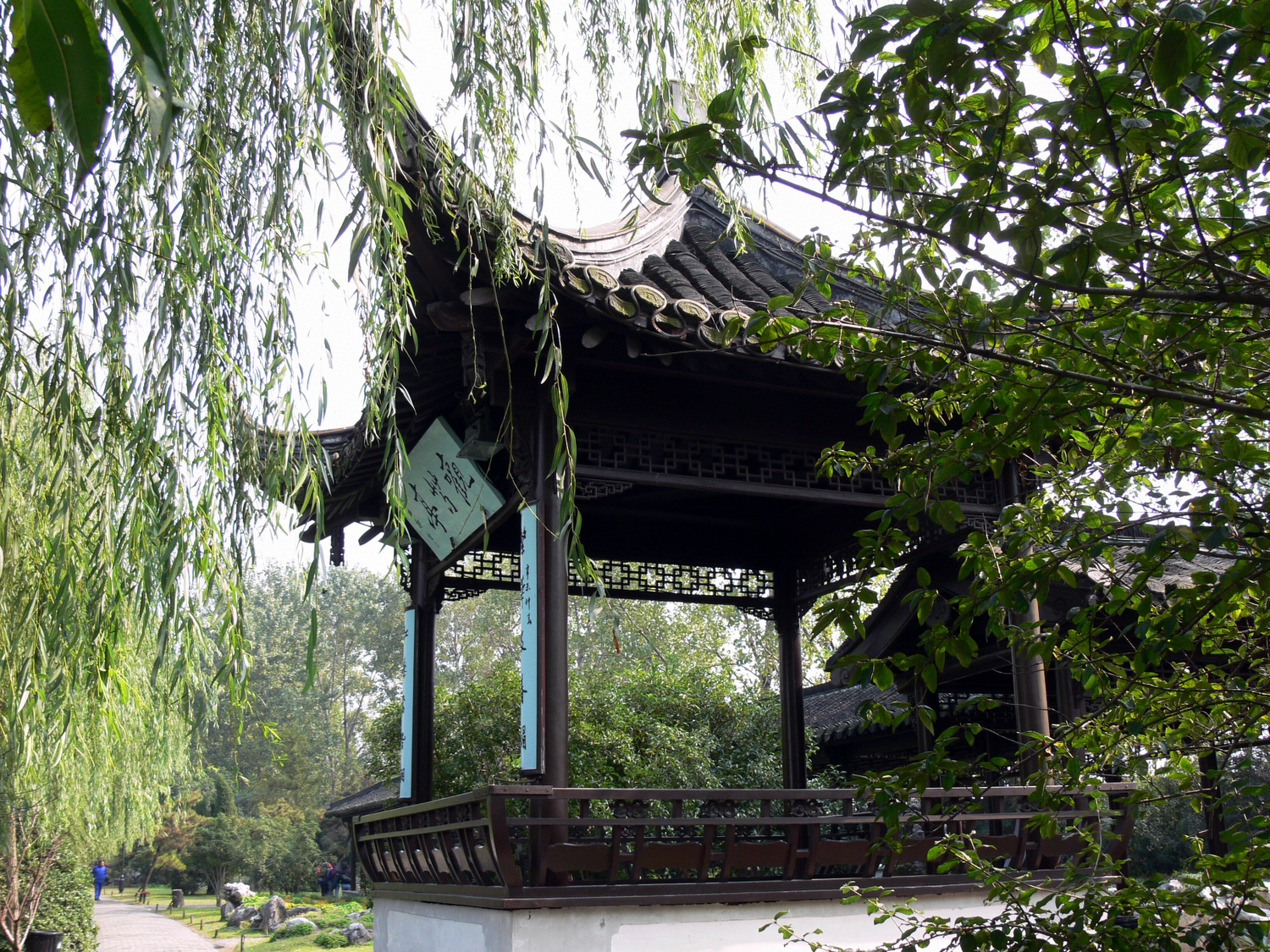
Pavilon u Úzkého západního jezera.

Pavilonek slouží k odpočinku, nebo vytváření scény a tvoří scénu s výhledem na něj. Pavilonky a altánky se mohou lišit podle velikosti a stylu. Mohou být všech představitelných tvarů. Čtvercové, kulaté, šestihranné, osmihranné. Pavilonek lze nalézt vyčnívající v polovině nebo na konci průchodu, nebo v ohybu. Tam jsou také pavilonky z poloviny skryté ve zdi nebo průchodu.

#### Zeď

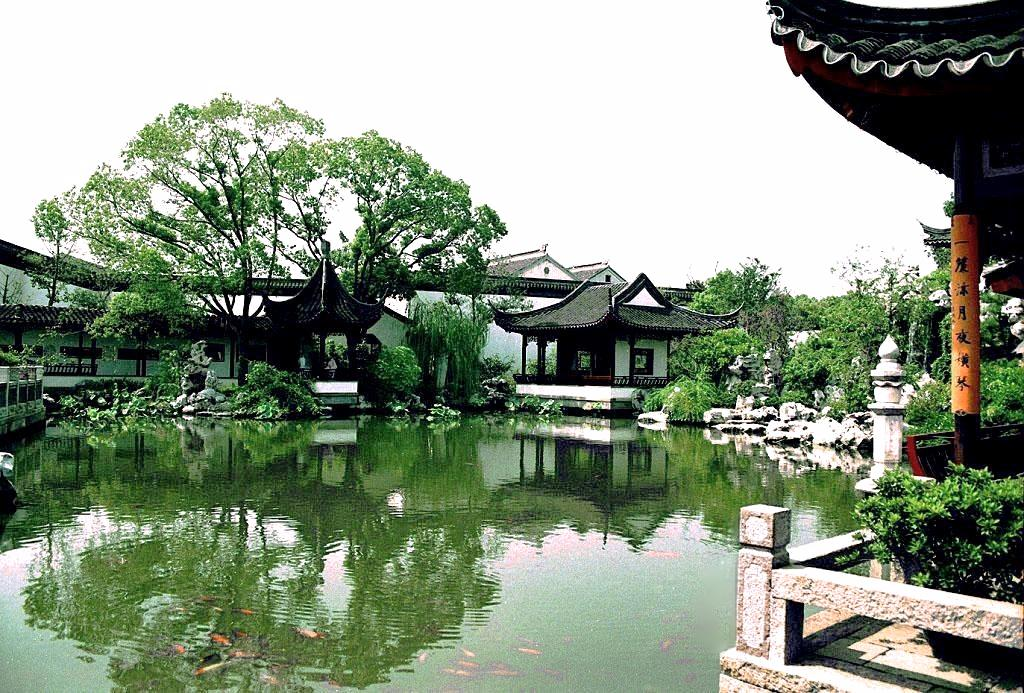
Tchuej-s’, zahrada v Tchung-li, Su-čou, Čína

Zdi slouží jako zástěna. Jsou postavené z cihel,nebo z kamene, lze je najít v různých tvarech, jako jsou vlnité stěny a květy osázené stěny. Ve zdech jsou často vytvořena okna k vytváření průhledů, scén které ukazují zahradu v žádoucích pohledech. Horní části stěny a zdi samotné jsou často bohatě zdobené.

#### Kameny
Dekorativní kameny (kameny čínských vzdělanců), jsou používány jak pro strukturální (vnímání povrchu kamenů oproti okolí) a dekorativní účely (jako skulptury, obelisky). Skulptury tvořené kameny od jezera Tchaj jsou obzvláště ceněné, protože představují moudrost a nesmrtelnost a je možné je získat pouze u zmíněného jezera, západně od Su-čou. Během dynastie Sung to byly nejdražší artefakty v říši.[zdroj?] Tyto horniny, v kombinaci s potoky a jezírky, tvoří základní plán zahrady. Čínské slovo pro krajinu, šan-šuej, literárně znamená „hory a vody“, zatímco obecný výraz pro tvoření zahrady znamená „kopání rybníků a hromadění hor“.

#### Voda
Čínské zahrady obvykle mívají centrální rybník a několik mimo plynoucích toků. Měkkost vody zjemňuje pevnost hornin a zároveň odráží stále se měnící nebe, architekturu a okolí. Zlaté rybky, kapři a kachny jsou tři nejčastější druhy fauny. Cílem návrhu je vytvořit nádherné scenérie, klidné prostředí, a okouzlující krajinu. Chrámy, pavilonky a krátké mosty jsou v okolí rybníčků a vodních toků běžné. Také malé fontány byly oblíbené.

#### Chodníky

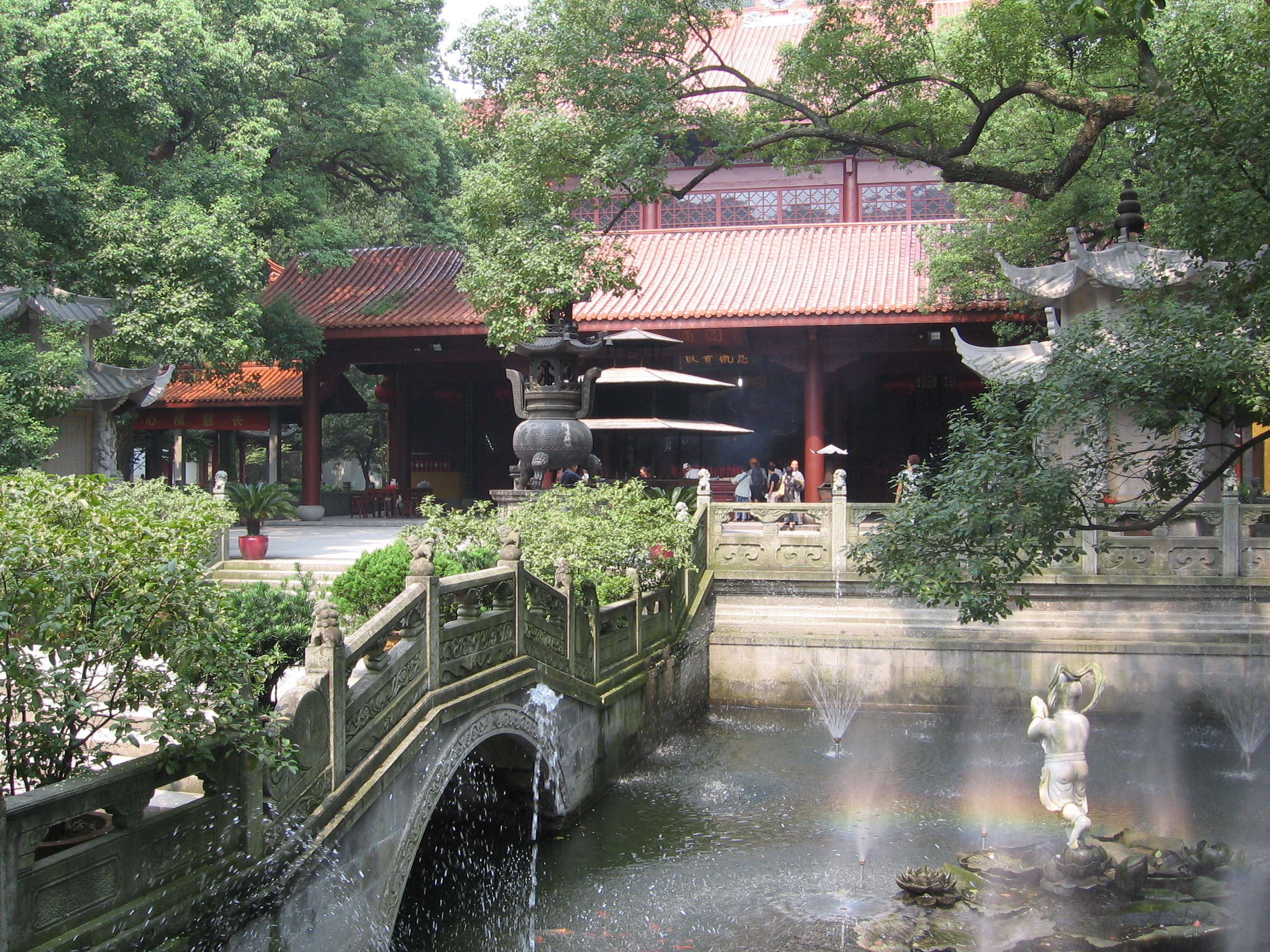
Klasicky zakřivené mosty jsou používané v mnoha asijských zahradách.

Dlažba v zahradě čínského vzdělance může obsahovat složité vzory podle přírodních zákonitostí nebo být prostě hliněnou pěšinou v závislosti na bohatství a poslání vlastníka. Výzdobu tvoří kaligrafie vytesaná do kamene nebo stěny a mřížových oken. Některá okna mají tvar různých objektů, jako jsou jablka, hrušky, kruhy, pětiúhelníky atd

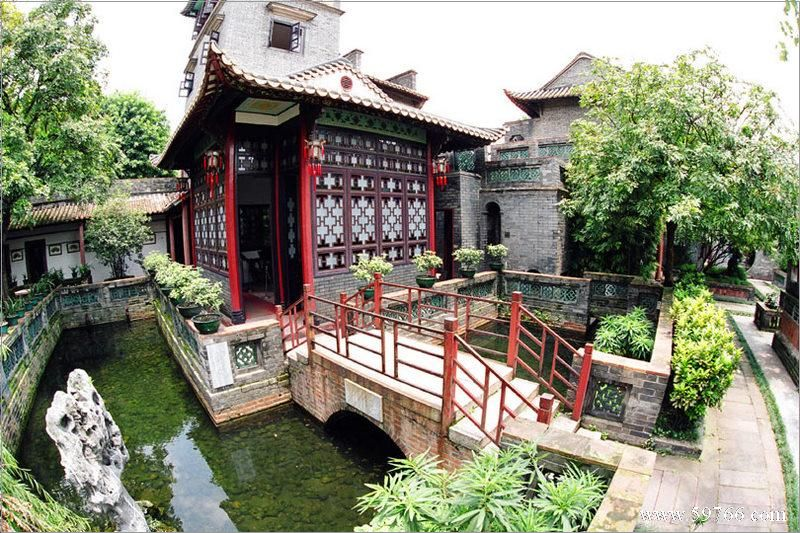
čínská zahrada Kche-jüan (东莞可园) v západní části města Tung-kuan, je jedna ze čtyř velkých zahrad provincie Kuang-tung, Čína

## Významné zahrady v Číně

### Soukromé zahrady

#### Klasické zahrady Su-čou
„Svět zahrad“ - - jedna z přezdívek pro Su-čou
Město Su-čou se nachází v jihovýchodní části provincie Ťiang-su. Během období dynastie Suej Su-čou prosperovalo, stalo se centrem obchodu s hedvábím. V období dynastie Sung, senedaleké Chang-čou stalo hlavním městem císařství a Su-čou rostlo také. Stalo se pohodlným útočištěm pro vzdělance, úředníky a obchodníky.
Zahradnictví v Su-čou dosáhlo svého vrcholu během dynastií Ming a Čching. Su-čou se stalo centrem zahradnické výroby. Zahrady Su-čou jsou považovány za klasické, jsou standardem pro svoji dobu a styl. V Su-čou bylo více než 280 soukromých zahrad a terénní úpravy se staly uměním zavedených mistrů. Mírné podnebí, spolu s 230 bezmrazými dny a s úhrnem srážek 1100 mm ročně dělá oblast ideální pro zahradnickou tvorbu. Šedesát devět zahrad v Suzhou a okolí je zachováno jako významné národní kulturní dědictví. V roce 1997 UNESCO byly přidány čtyři z největších soukromých zahrad v Suzhou na Seznam světového dědictví, a v roce 2000 UNESCO zařadily historickou část města a dalších pět zahrad v Su-čou jako rozšíření světového dědictví.

##### Čuo-čeng-jüanZahrada pokorného úředníka vSu-čou
Zahrada pokorného úředníka (čínsky pchin-jinem Čuo-čeng-jüan, znaky zjednodušené 拙政园, tradiční 拙政園) patří s 51.950 m² mezi největším zahrady v Su-čou a obecně je považována za nejkrásnější zahradu v jižní Číně. V roce 1997 byla tato zahrada, spolu s dalšími, zapsána na Seznam světového dědictví UNESCO. Zahrada byla založena jako učenecká zahrada během dynastie Tang, a později chrámovou zahradu pro chrám Ta-chung během dynastie Jüan. V roce 1513, během dynastie Ming císař Čeng-te jmenoval správce Wang Sien-čchena a původně chrámovou zahradu upravil na soukromé vily se zahradami a založil v nádrži umělé ostrovy. Zahrada byla navržena ve spolupráci s renomovanými mingskými umělci. Zahrady byly rozděleny během pozdní dynastie Ming. Zůstaly zanedbané do období dynastie Čching. Za panování císaře Šun-č’a byly významně přebudovány a opět rozděleny na části Šu-jüan a Fu-jüan .
Dnešní zahrada je proto jen velmi vzdáleně podobná nejstarší verzi, ale velmi se podobá vzhledu, který měla v období pozdní dynastie Čching, s četnými pavilony a mosty mezi bludištěm spojených nádrží a ostrovů. Skládá se ze tří hlavních částí, které sen nacházejí okolo velkého jezera: centrální část (Čuo-čeng-jüan), východní část (kdysi nazývaná Kuej-tchien jüan-ťü) a západní část (Vedlejší zahrady). Dům se nachází v jižní části zahrady. Celkem zahrada obsahuje 48 různých budov, 21 vzácných starých stromů a více než 700 bonsají.

##### Wang-š’-jüanZahrada Mistra rybářských sítí
Zahrada Mistra rybářských sítí (čínsky pchin-jinem Wang-š’-jüan, znaky zjednodušené 网师园, tradiční 網師園) se nachází v Su-čou, pokrývá 5400 m² a je rozdělena do dvou částí. Dům tvoří východní a zahrada západní část. Zahradní stavby jsou určeny pro čtení, malování, odpočinek a popíjení čaje, nebo k malé hostině s přáteli. V zahradě stojí 22 budov.

Zahrada byla založena před 800 lety v roce 1140 př. n. l. a přestože její podoba se výrazně změnila, jméno a duch zahrady stále zůstávají nedotčeny. Zahrada Mistra rybářských sítí je považována především mezi znalci za příklad zvládnutí techniky relativního rozměru, kontrastu ,vrstev, hloubky pohledu a „vypůjčeného pohledu“, scenérií napodobující přírodu. Zatímco primární účel zahrady se změnil v průběhu doby, její schopnost inspirovat návštěvníky intelektuálně a duchovně zůstává beze změny.
Původní jméno Rybářův odpočinek (Jü-jin), bylo inspirováno jednoduchým a osamělým životem čínského rybáře. Zahrada během doby zpustla, až o šest století později ji obnovil Sung Cung-jüan, vysloužilý úředník vlády dynastie Čching, během období (1735–1796). Ten drasticky přebudoval zahradu a přidal několika budov, ale udržel ducha místa a zvolil pro zahradu nové jméno Zahrada Mistra rybářských sítí. Čchü Jüan-cchun, učenec zběhlý v klasice a literatuře, prý provedl další úpravy zahrad během osmnáctého století. V průběhu let, byla zahrada dále upravována. Na počátku 20. století sloužil jako ateliér slavného krajináře Čang Ta-čchiena.

##### Zahrada Prodlévání
Zahrada Prodlévání (čínsky pchin-jinem Liou-jüan, znaky zjednodušené 留园, tradiční 留園) má rozlohu 23.310 m2 a je obdivována pro způsob nakládání s přechody mezi různými druhy architektonických forem. Budovy tvoří jednu třetinu z celkové plochy zahrady. Chrám a dům leží v jižní části zahrady. Součástí zahrady je umělé horské jezero, střední část zahrady je původní pozemek Východní zahrady Sü Ťiung-čchinga, později Liou Šuem rozšířený a přejmenovaný na vilu Chan-pi. Tato část je považována za nejlepší oblast celé zahrady. Východní, severní a západní části připojil koncem 19. století k zahradě Šeng Sü-žen. Východní část je známá pro své zvláštně tvarované vápence, severní tvoří část idylické přírodní scény, a v západní části jsou středem obdivu lesnaté kopce kopců. Západní část zahrady je dobře vypadajícím příkladem použití kopců pokrytých žlutými kameny a osázených javory. Prostorem protéká klikatící se potok lemovaný broskvoněmi a převislými vrbami.

##### Další soukromé zahrady v Su-čou

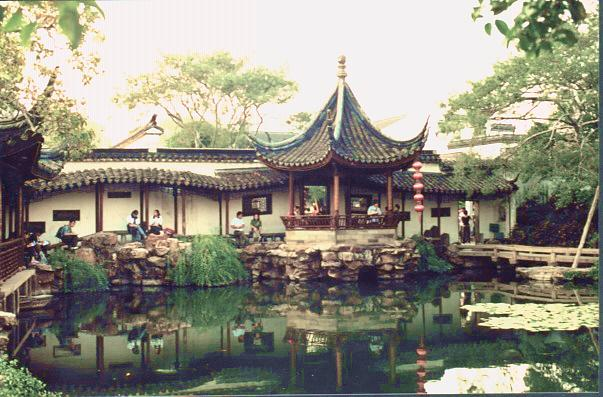
Zahrada Mistra rybářských sítí (Wang-š’-jüan) (vybudována za dynastie Sung), klasická čínská zahrada v Su-čou

- I-jüan (怡园), Zahrada Harmonie, Su-čou
- Cchang-lang-tching (沧浪亭), Su-čou
- Chuan-siou šan-čuang (环秀山庄), Su-čou

#### Chang-čou
Chang-čou je město proslulé krásami zahrad obklopujících paláce i domy obchodníků. Symbolem města je strom kafrovník lékařský (Cinnamomum camphora) a bylina osmant vonný (Osmanthus fragrans). Benátčan Marco Polo navštívil Chang-čou ve 13. století. Jeho kniha hovoří o městě. Podle něj je „nezpochybnitelně nejjemnější a nejvznešenější na světě“.
Ve 14. století, proslulý marocký cestovatel Ibn Battuta o Chang-čou řekl, že je to „největší město, které viděl na tváři země“.
Chang-čou je známé po celém světě pro své úchvatné scenérie kolem Západního jezera. Na jezeře jsou čtyři ostrovy, Ku-šan (Osamělý kopec), Siao-jin-čou (Malý vílí ostrov), Střední pavilon a Mohyla Žan-kung. Součástí Západního jezera jsou také zachovalé přírodní zahrady. Od dávných dob bylo velké množství pavilonů, teras, altánů postaveno na ostrovech a na břehu jezera. Výsledkem jsou klasické čínské zahrady, které jsou malebně roztroušené a spojené s přirozenou krásou jezera.Zahrady u Západního jezera se liší od všech soukromých zahrad v dolním toku Jang c'.

### Královské zahrady
- letovisko Čcheng-te (避暑山庄), Čcheng-te
- park Pej-chaj (北海公园) Peking
- Jüan Ming-jüan (圆明园) severozápad Pekingu

### Církevní zahrady
- Ling-jin (灵隐寺) severovýchod Chang-čou
- Chuang-lung-tung (黄龙洞, Jeskyně draka)

## Významné zahrady mimo Čínu
Několik autentických čínských zahrada bylo vybudováno mimo Čínu.
- Liu Fang Yuan (流芳園) zahrada v Huntingtonské knihovně v San Marino, Kalifornie, USA
- Scholar's Garden v New Yorku
- Klasická čínská zahrada v Portlandu, Oregon, USA
- Čínská zahrada v Seattle Washington, USA
- Klasická čínská zahrada Dr. Sun Yat-Sen ve Vancouveru
- Klasická čínská zahrada v Sydney
- Lan Yuan (蘭園), (Dunedin Chinese Garden), čínská zahrada v Dunedin, Nový Zéland
- Singapurská čínská zahrada
- The Astor Court Garden čínská zahrada v Metropolitním muzeu (Metropolitan Museum of Art) v New York City, New York, USA
- Čínská zahrada „Chinese Garden Zürich“ (v partnerství s Kchun-mingem v Číně) v Curychu, Seefeldu